# Pintura de Portugal

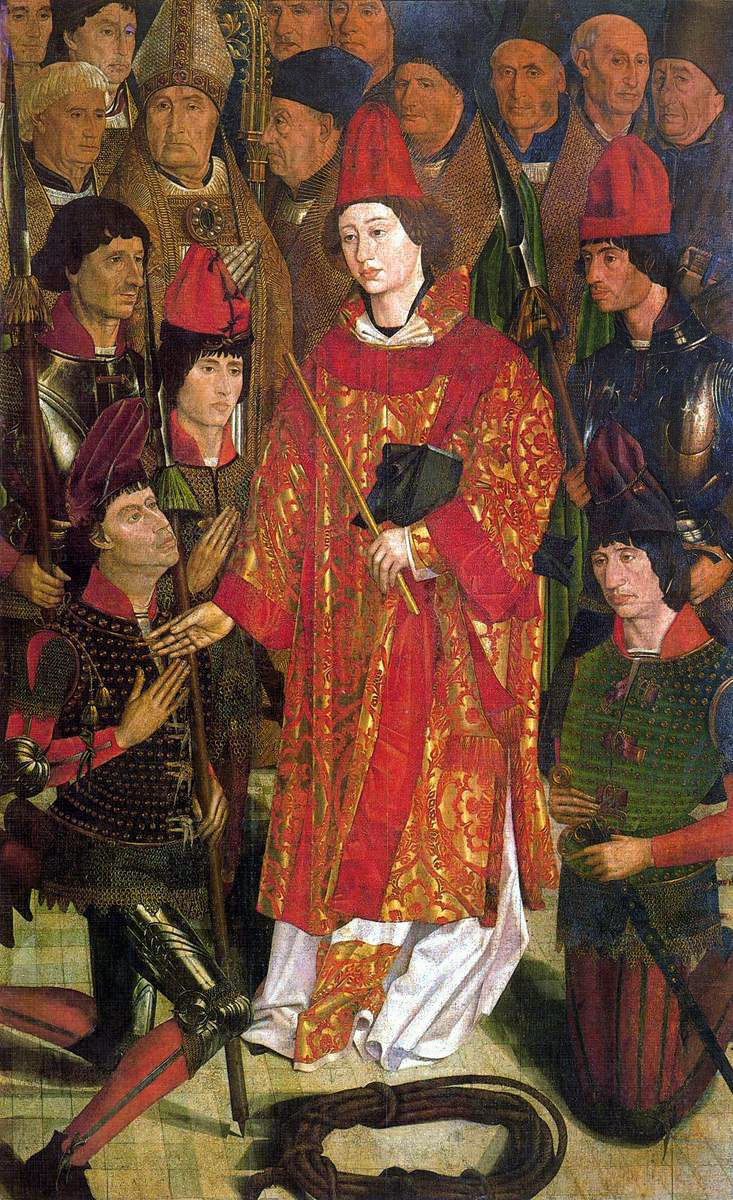
Nuno Gonçalves: Painel do Políptico de São Vicente, c.1470 e 1480. Museu Nacional de Arte Antiga

A pintura de Portugal tem uma tradição antiquíssima, mas a maior parte da produção anterior ao século XV foi perdida, levando à formação de uma falsa crença de que em Portugal a pintura floresceu somente a partir da Renascença. As poucas obras anteriores que sobrevivem são, por isso, de extraordinária preciosidade, sendo os únicos testemunhos de uma linhagem artística que data da Pré-história. 
A partir da Renascença, de facto, coincidindo com a fase dos descobrimentos e do estabelecimento de diversas colónias além-mar, as grandes riquezas que passaram a afluir para a metrópole serviram como poderoso estímulo para a intensificação do intercâmbio cultural e comercial com o restante da Europa, bem como para um desenvolvimento acelerado e importante em todas as artes, beneficiando-se logicamente a pintura desse novo contexto. Desde lá a história da pintura em Portugal está muito mais bem documentada, e as suas obras conservam-se, hoje, em muitos museus e coleções privadas nacionais e estrangeiras.

## Pré-história e Antiguidade
As pinturas pré-históricas que sobreviveram ao tempo estão inseridas geralmente em um contexto religioso, em monumentos funerários, possivelmente possuindo funções mágicas e evocativas, representando os mortos, os deuses e elementos na natureza, típicos da arte das sociedades caçadoras-coletoras e mais tarde agropastoris. Dentre as mais importantes são o conjunto da Gruta do Escoural, com pinturas rupestres do Paleolítico, e o do Abrigo Pinho Monteiro, datado do Neolítico, que mostra um par de imagens antropomórficas vestidas, portando capacetes de cornos e bastão, junto com animais esquematizados, que se supõe representarem divindades astrais gémeas, os acólitos, relacionadas ao nascer e pôr-do-sol e ao deus do trovão. Outro exemplo significativo é o da Anta pintada de Antelas, da Idade do Cobre, consistindo de padrões abstratos e figuras em preto e vermelho. Segundo Mário Varela Gomes, essa iconografia deriva de duas fontes possíveis: uma de herança caucasiana, decorrente da chegada à Península Ibérica de levas de migrantes indo-europeus, e outra aparentada com a cultura do Oriente Próximo e do Mediterrâneo oriental, produzida no contacto que havia entre o Portugal pré-histórico e essas regiões, corroborado por uma quantidade de artefactos arqueológicos de origem oriental ou dela derivada que se acharam associados, embora em outros materiais, mais resistentes à degradação.

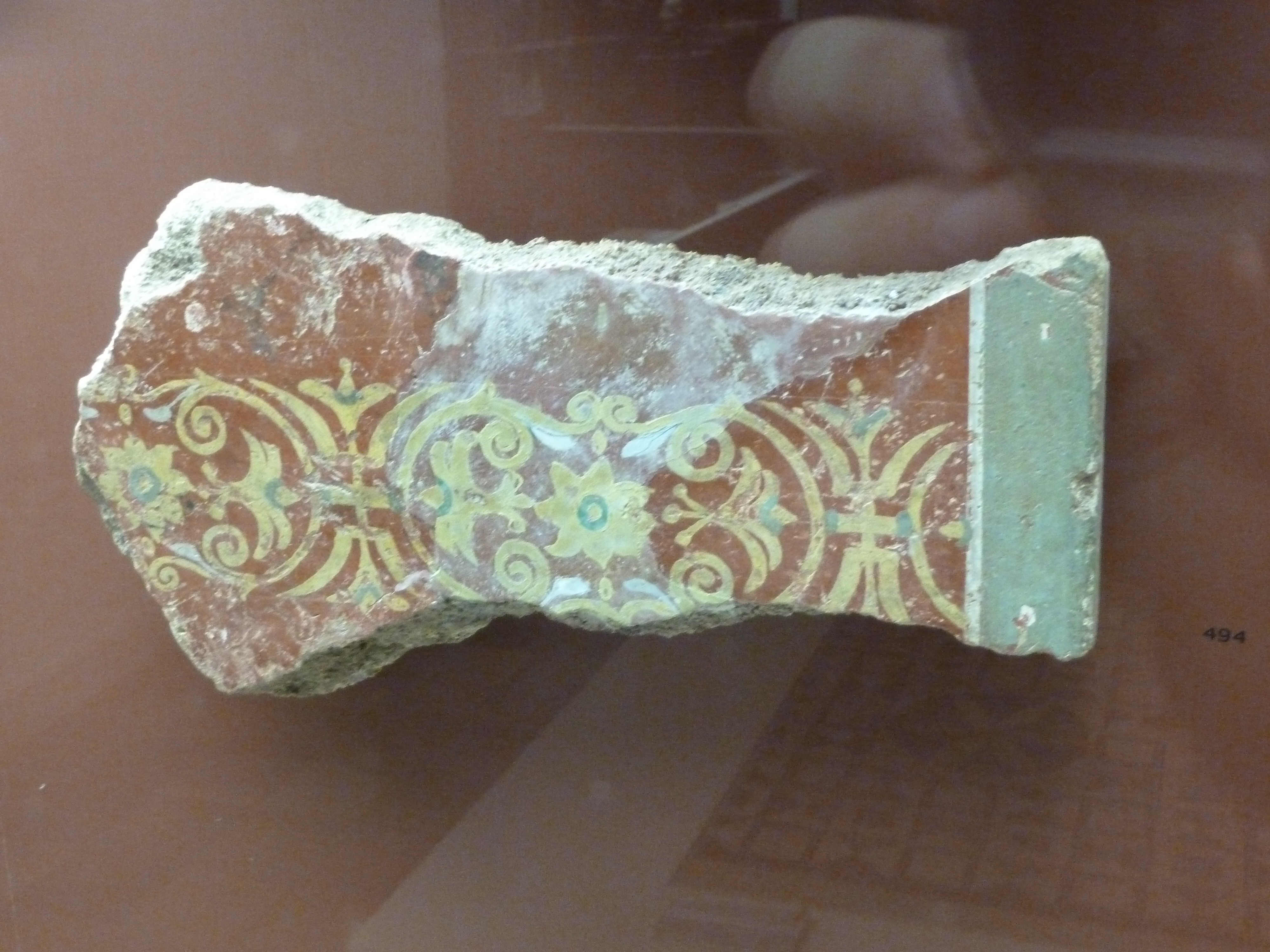
Fragmento de pintura mural romana, Museu Monográfico Conimbriga

A presença de importantes e numerosas ruínas romanas em Portugal, onde se encontraram mosaicos de grande refinamento em bom estado, sugere que as elites locais durante o período de domínio romano tenham encomendado também pinturas e frescos para decoração de interiores, como era prática em todo o império, mas infelizmente exemplos concretos não sobreviveram senão em reduzidos fragmentos. Na Casa dos Repuxos, nas ruínas da antiga Conímbriga, havia até nos anos 1960 significativas amostras in situ de frescos, que em boa parte desapareceram nos anos seguintes por depredações e outros problemas de conservação, mas no Museu Monográfico de Conímbriga ainda subsistem partes do que teriam sido grandes painéis pintados com motivos de animais, candelabros, frisos e imitações ilusionísticas de elementos de arquitetura.

## Pintura medieval

### Românico

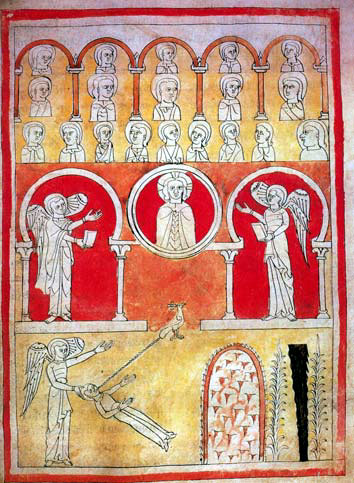
Página do Apocalipse de Lorvão

Durante a primeira Idade Média há registos de que se produziu pinturas murais em igrejas e conventos, que não chegaram aos dias de hoje. A pintura desse período é representada apenas por alguns manuscritos iluminados produzidos em scriptoria dos mosteiros de Santa Cruz de Coimbra, São Mamede do Lorvão e Santa Maria de Alcobaça. Dentre eles se destacam o Apocalipse do Lorvão, o Livro das Aves e a Bíblia de Santa Cruz de Coimbra, todos realizados em torno do século XII.
Pela arte da iluminura pode fazer-se uma ideia do que teriam sido os frescos e retábulos medievais que o tempo destruiu, mas apenas como uma aproximação, já que a decoração de livros tinha cânones nalguns aspetos exclusivos a este género de pintura. As pinturas presentes nesses manuscritos empregam suas cores com fins simbólicos e ao mesmo tempo expressivos. A temática é quase sempre cristã, e quando trata de assunto profano, tem fins moralizantes. Essa iconografia reflete a arte típica da Península Ibérica no período Românico, que cristalizava uma variedade de influências diversas, temperando a tradição cristã com a herança figurativa pagã que sobrevivia através dos bestiários, com a arte hiberno-saxónica, visível nos intrincados entrelaçamentos de formas zoo e fitomórficas fantásticas, e com o estilo moçárabe, onde o arco mourisco é frequente no desenho das arquiteturas de fundo.

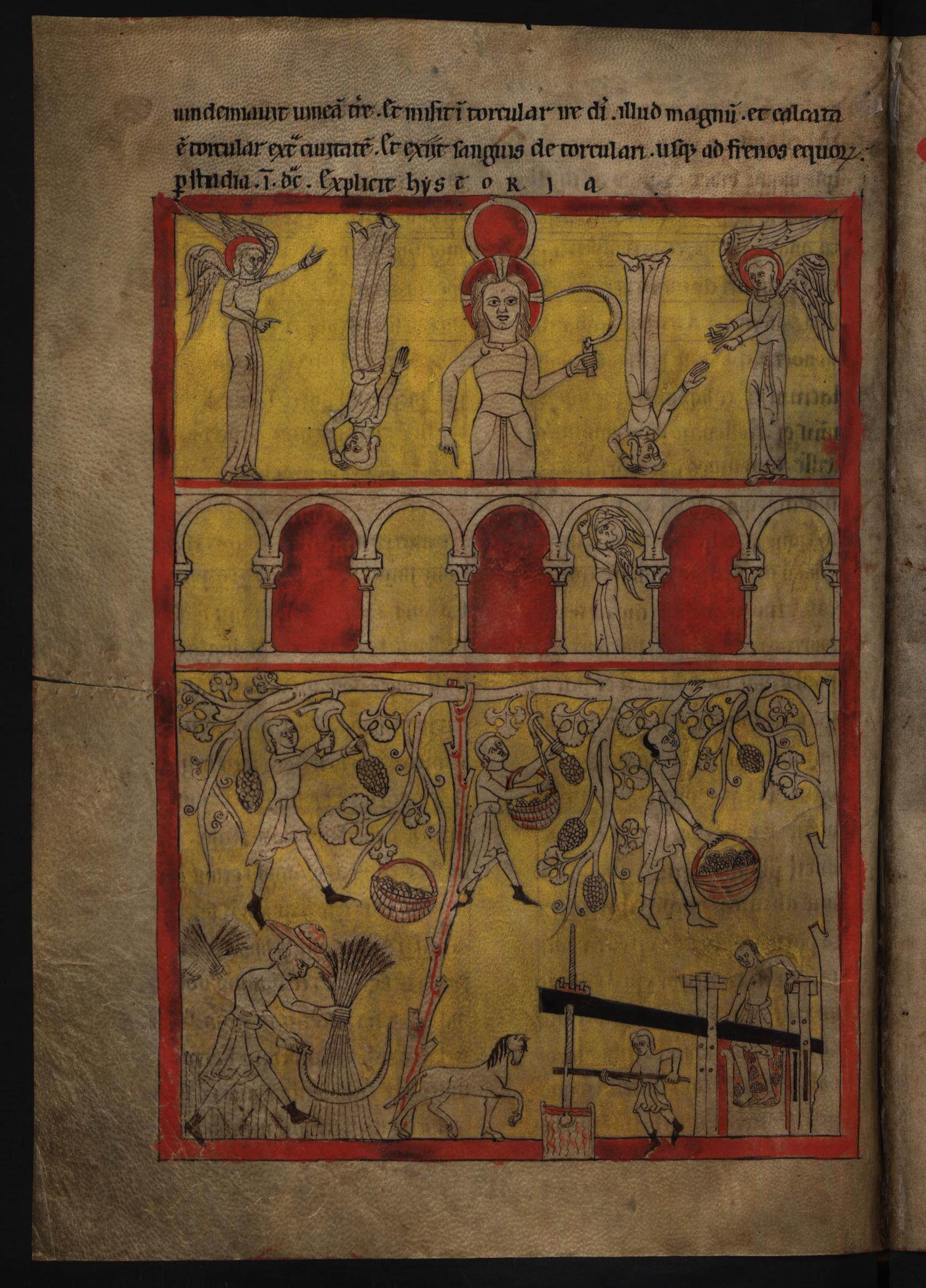
Anónimo: Vindima do Apocalipse do Lorvão, 1189. Torre do Tombo
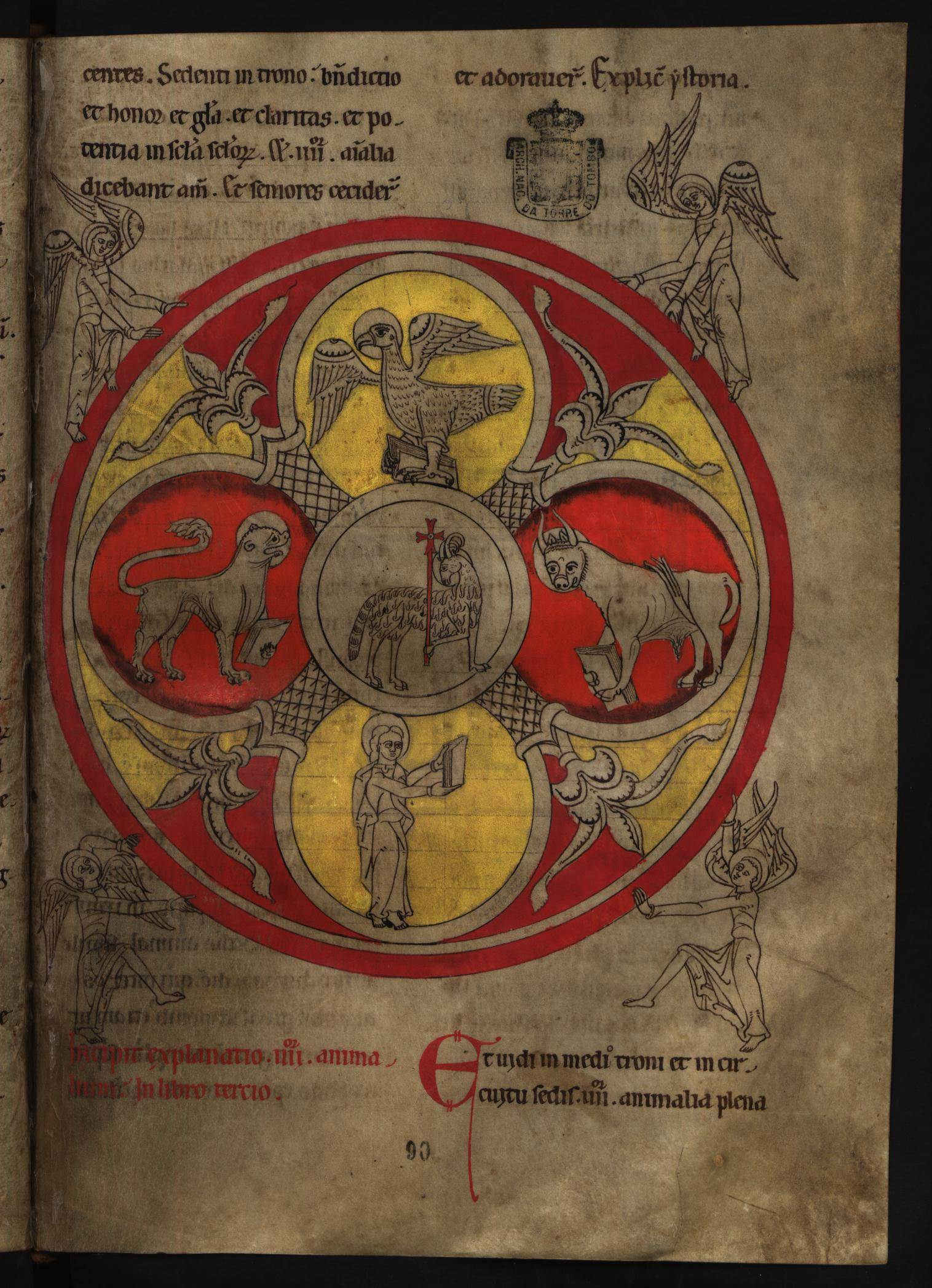
Anónimo: Visão do Cordeiro e Quatro Seres do Apocalipse do Lorvão, 1189. Torre do Tombo
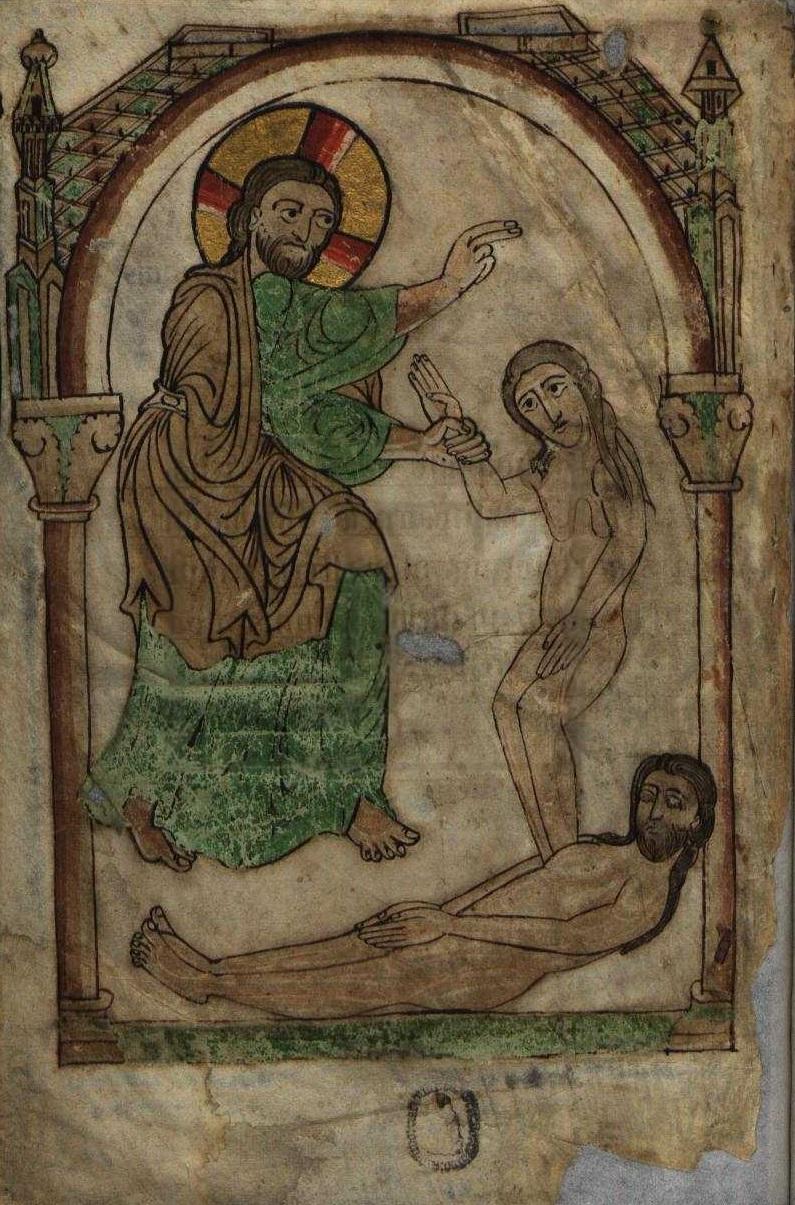
Anónimo: Criação de Eva do Livro das Aves, 1184. Torre do Tombo
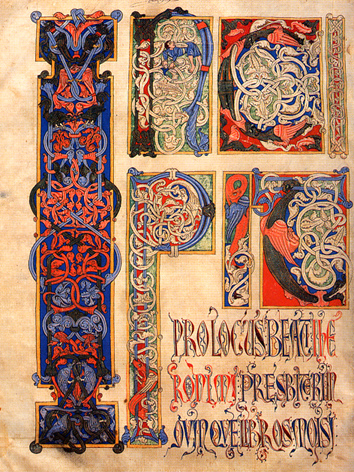
Ante-rosto da Bíblia de Santa Cruz de Coimbra

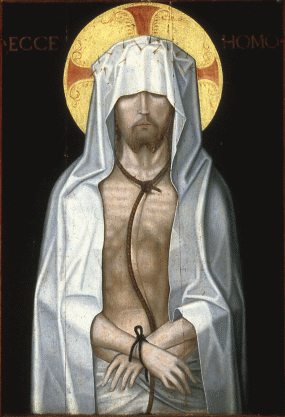
Autor anónimo: Ecce homo, século XV. Museu Rainha D. Leonor

### Gótico
Ao longo de toda Idade Média a Igreja Católica esforçou-se por dar uma face unificada à Europa através da religião, onde as artes tinham um papel de relevo na veiculação de ideologias, mas a partir do século XIII, através do trabalho das ordens mendicantes, essa pressão intensifica-se. Especificamente em Portugal a Arquidiocese de Braga assume um papel de liderança nesse processo. Na passagem do século XIV para o século XV o Gótico consolida-se como um estilo internacional requintado e aristocrático, fundindo a influência da arte italiana da Escola de Siena com as conquistas dos iluminadores franco-flamengos como Barthélemy d'Eyck e os Irmãos Limbourg na representação do espaço tridimensional. A dissolução definitiva da rigidez da herança medieval primitiva aconteceria com a contribuição de uma outra vertente, a do naturalismo do primeiro Renascimento que se desenvolvia na Itália com Giotto no fim do século XIV, e se abrem as portas para uma nova concepção de arte que se definia por um crescente domínio da perspectiva, do chiaroscuro e da representação do corpo em um estilo menos transcendente e idealizado, mais imitativo da natureza.
O Gótico começa a florescer em Portugal a partir de fins do século XIV, através da importação de pinturas flamengas e de manuscritos iluminados franceses. Figura importante na evolução local da arte foi a do grande Jan van Eyck, que permanece no país por mais de um ano, fazendo escola na arte portuguesa junto com outros pintores conterrâneos seus. Logo os pintores nativos dominam o estilo, que chega a uma culminação com Nuno Gonçalves, um dos primeiros pintores primitivos portugueses, a quem se atribui a autoria do célebre Políptico de São Vicente, do final do século XV, hoje no Museu Nacional de Arte Antiga. É a obra maior do gótico português, e um exemplo superior de todo o estilo.

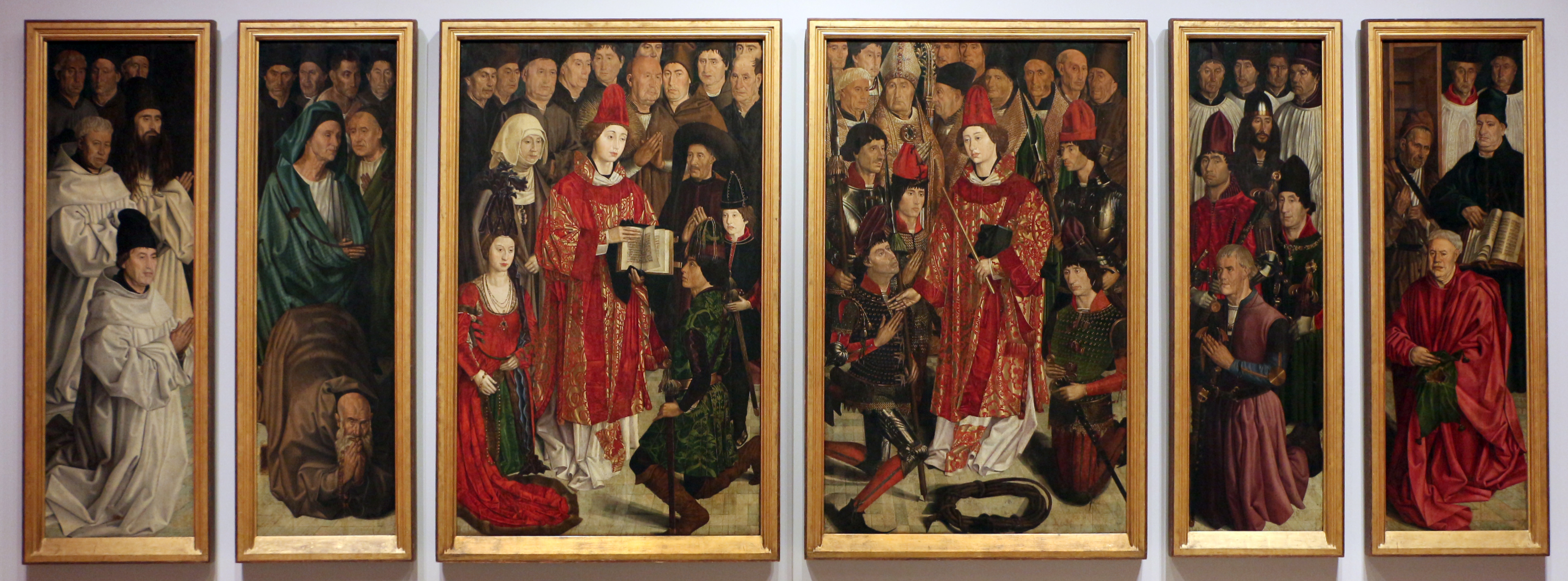
Nuno Gonçalves: Políptico de São Vicente.

## O eclético Renascimento português do século XVI: Maneirismo
Como se disse na abertura deste artigo, a passagem do século XV para o XVI foi uma fase privilegiada para a cultura portuguesa. D. Manuel I leva o reino a uma fase de esplendor, e desenvolve um programa ideológico destinado a enaltecer a sua autoridade e a grandeza lusitana. Reformas institucionais são levadas a cabo, a cultura recebe grande estímulo, o país torna-se numa verdadeira potência naval, lidera as grandes navegações, funda lucrativas colónias na América, África e Ásia que enriquecem a nação, estreita contactos culturais e comerciais com o resto da Europa e conhece o Humanismo. Neste período a pintura entra numa fase de grande prestígio e a importação de arte flamenga pelo rei, pelo clero e pela nobreza chega a grandes volumes, disputando entre si as melhores obras e os melhores artistas, cujo ritmo de produção é elevadíssimo.

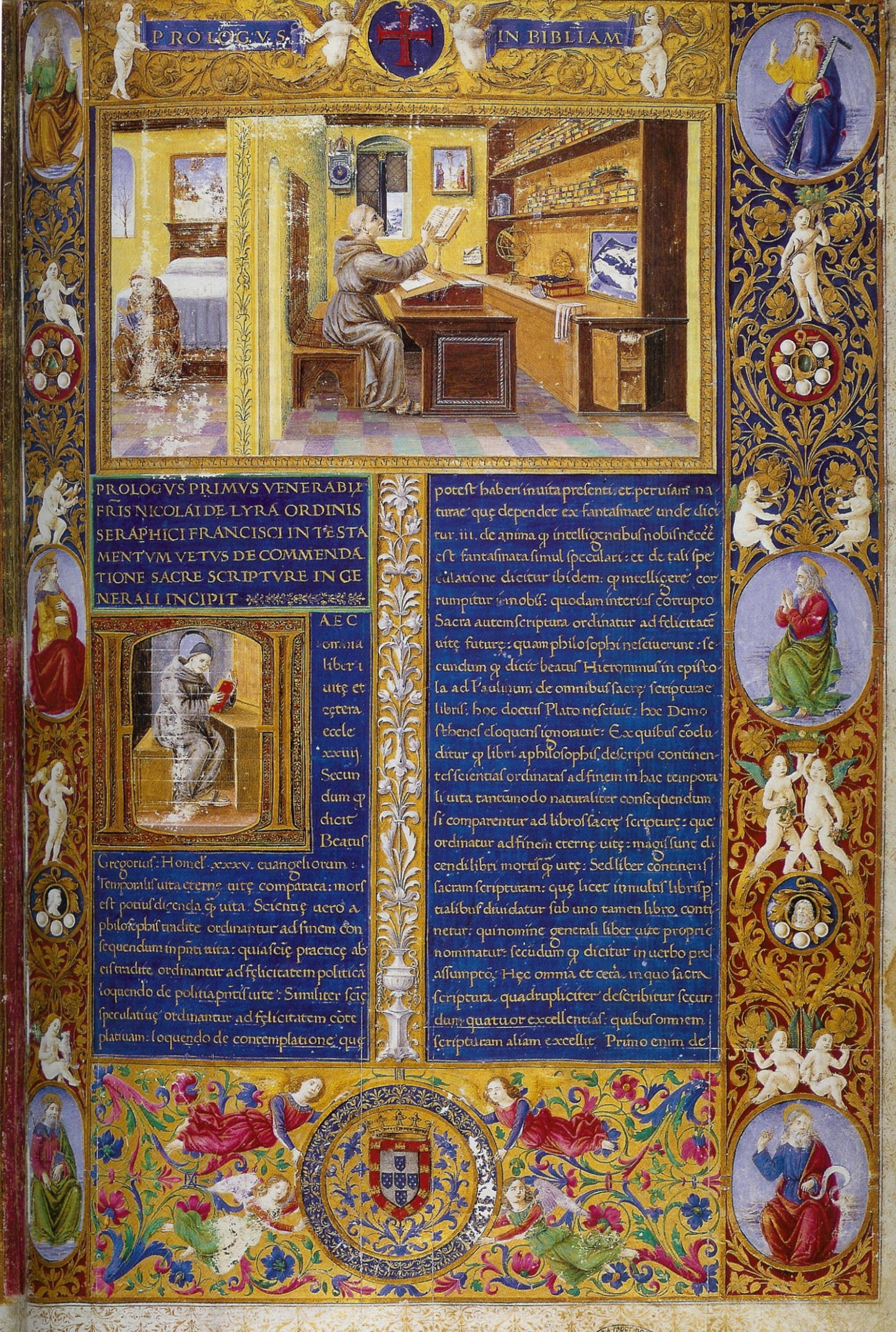
Attavanti di Vante: Fólio da Bíblia dos Jerónimos, fim do século XV

A tradição das iluminuras prossegue e se destaca o trabalho de António de Holanda, co-autor das ilustrações do Livro de Horas de D. Manuel, o mais importante manuscrito decorado da transição para o Renascimento produzido no país, mas encontram-se outros manuscritos ainda mais ricos em Portugal realizados por encomenda expressa de D. Manuel, como a fantástica Bíblia dos Jerónimos, em sete volumes, pintada pelo italiano Attavanti Gabriello di Vante e seus assistentes, que constituem o primeiro grande marco e o primeiro sintoma da predileção manuelina pelo belo e o luxo. Dessa Bíblia Paolo d´Ancona disse ser "a obra mais sumptuosa de quantas saíram das oficinas florentinas do século XV".
Cabe observar que o chamado "Renascimento" em Portugal é matéria de disputa e está cercado de muita imprecisão. O ciclo quinhentista português só pode ser considerado uma "renascença" num sentido figurado, em vista do grande florescimento de todas as artes, mas não foi um projeto essencialmente classicista como o italiano. Até meados do século XVI a pintura portuguesa provou ser basicamente uma sobrevivência do Gótico nórdico, ainda cheio de vitalidade e significado. Os artistas da tradição manuelina não raro incorporaram ornamentos, arquiteturas e outros elementos classicistas em suas pinturas, mas antes de uma forma decorativa e não essencial, salvo talvez em algumas obras de Vasco Fernandes como o São Pedro Papa, e uma mudança mais nítida em direção ao modelo italiano só começa a se fazer notar por volta de 1540, quando o classicismo rigoroso da Alta Renascença já havia desaparecido e a tendência dominante na Itália já era o Maneirismo, que é de facto uma escola em muitos pontos anticlássica. Desta forma, ocorre em Portugal um salto do Gótico tardio para o Maneirismo, sem traços renascentistas autênticos significativos, e estritamente falando, se deve preferir considerar esse período como uma das formas do Maneirismo internacional. Adriano de Gusmão, referendado por Vítor Serrão, foi categórico neste ponto:
"Italianizamo-nos, sem dúvida, mas, em regra, sem uma subordinação perfeita aos moldes italianos, ainda que num decidido caminho de modernização. Os nossos artistas como que souberam, por instinto, incorporar, em certas constantes tradicionais, a nova expressão cultural que seduzia quase toda a Europa. Não já, bem entendido, a renascentista propriamente dita, que não recolhêramos em devido tempo, vinculados então aos flamengos, quem sabe para guardar o nosso próprio caráter. Mas seguimos afinal, discretamente, os novos padrões do Maneirismo, não tanto na finura, elegância e voluptuosidade dos mestres de Parma ou Florença, mas sobretudo na feição mais austera e clássica dos romanistas, a que mais quadraria, certamente, a uma sociedade que aderira à Contra-Reforma".

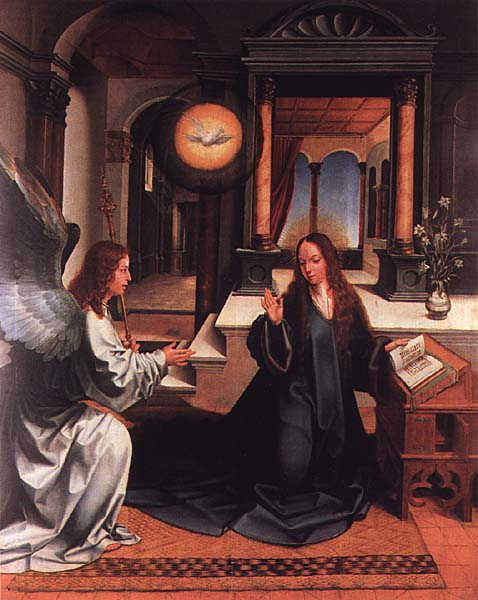
Jorge Afonso: Anunciação, c. 1510. Museu Nacional de Arte Antiga

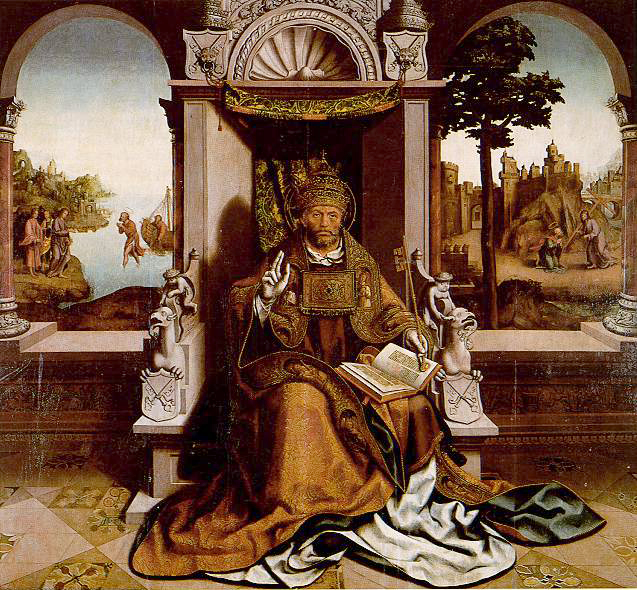
Vasco Fernandes: São Pedro Papa, c. 1530-1535. Museu Grão Vasco

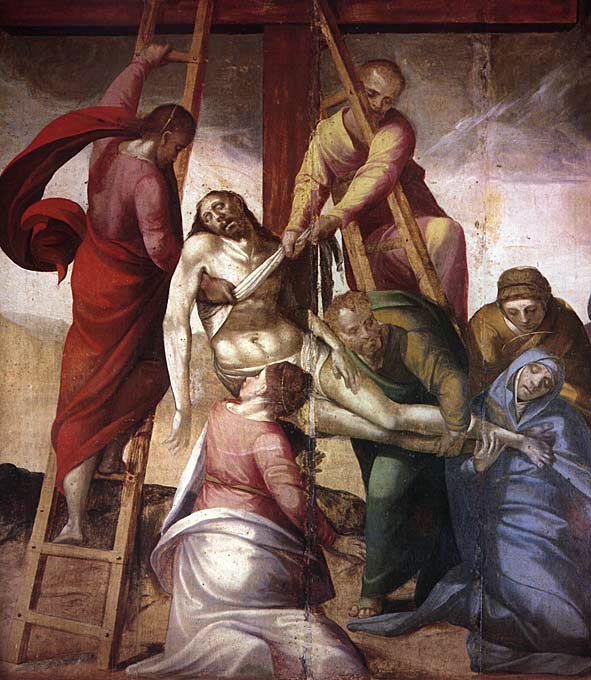
António Nogueira: Descida da cruz, 1564. Museu Regional de Beja

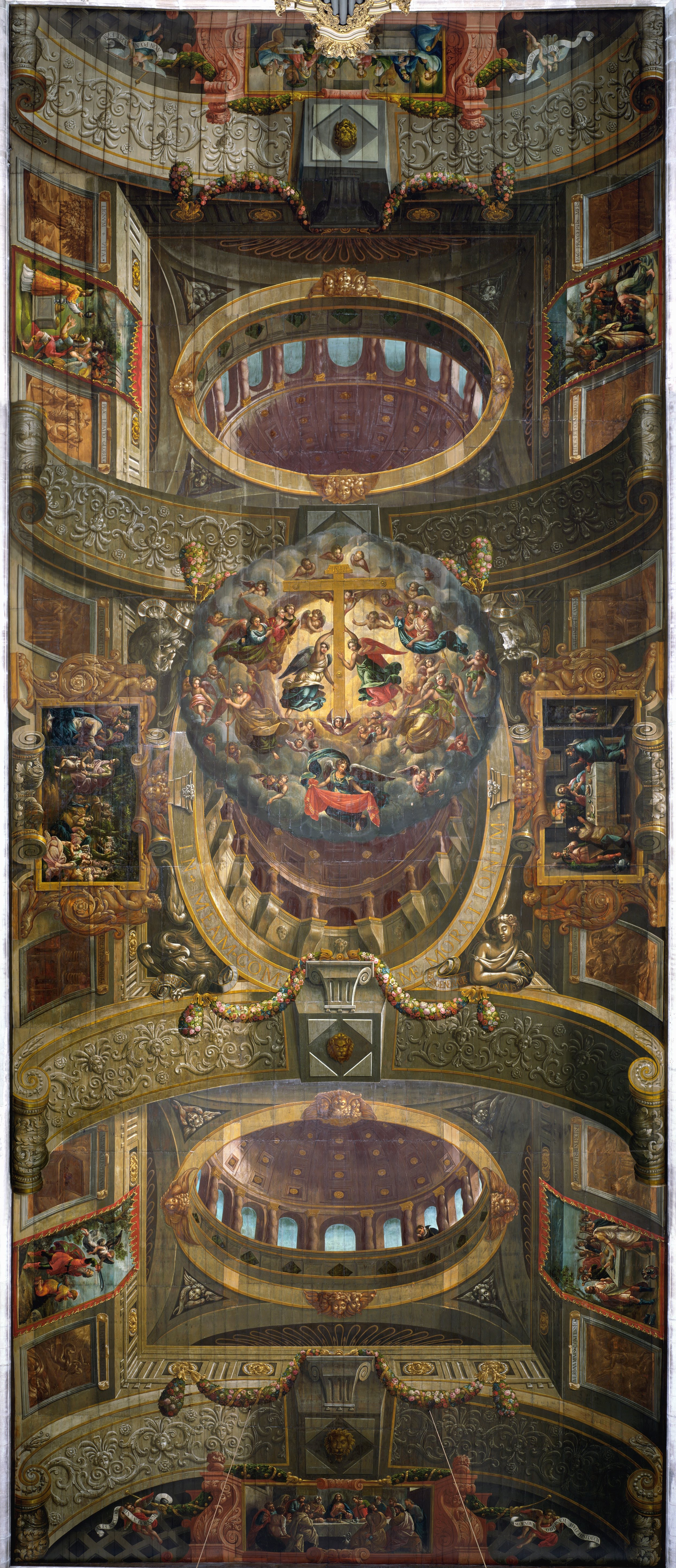
Amaro do Vale e Francisco Venegas: Teto da Igreja de São Roque, o único teto maneirista remanescente em Lisboa

No início de quinhentos, vários grupos de pintores estão ativos, e diversos estrangeiros dão a sua colaboração. Muitos deles ainda permanecem anónimos, tornando difícil por vezes distinguir obras de autores portugueses das outras produzidas por estrangeiros do mesmo estilo e também anónimos. Mesmo no que diz respeito aos que deixaram os seus nomes registados a atribuição garantida de autoria complica-se, em vista do hábito de trabalho coletivo. Um desses grupos reuniu-se em torno da figura do pintor da corte Jorge Afonso, com a participação dos flamengos Francisco Henriques e Frei Carlos, mais Cristóvão de Figueiredo, Garcia Fernandes, Gregório Lopes e Jorge Leal, dentre outros. Outro grupo, menor, atuou no norte, com Vasco Fernandes e seus colaboradores, como Gaspar Vaz e Fernão de Anes. O centro maior, porém, sem dúvida foi Lisboa, privilegiada por sua posição como um grande entreposto comercial, aberta a um constante afluxo de novas informações e atuando como um centro irradiador de influência para o interior de Portugal. As obras desses mestres, praticamente todas no género sacro, caracterizam-se, de um modo geral, no entender de Manuel Batoréo, por apresentarem um
"... sentido humanista de representação narrativa onde a perspectiva traz nova dinâmica à função da (…) arte religiosa, que é a única de que temos testemunho na primeira metade do século XVI. E é natural que assim seja, por ser aquela que responde à mentalidade da época, decorrente não apenas dos circunstancialismos económicos e políticos mas ainda, e como consequência desses mesmos circunstancialismos, de uma agudização da consciência da mortalidade na sociedade do tempo, tomada de consciência essa que a vai condicionar na procura dos caminhos da Salvação. E, seguindo a ideia de F. A. Baptista Pereira, vamos observar, nesse primeiro meio século de quinhentos, a imagem do espectáculo da emoção, a concepção do espaço teatral, a representação, diremos nós, dos momentos exemplares de meditação e de devoção. Procura-se a afirmação da piedade de cada indivíduo através das boas obras e da oração tal como o movimento da Devotio Moderna bem difundira pela Europa setentrional, sobretudo na Flandres e Alemanha, desde finais do século XIV".
O regresso de Francisco de Holanda à pátria na década de 1540, tendo concluído seus estudos na Itália, introduz uma nota nova, classicista e italianizante, na pintura portuguesa. Desde cedo manifestou um gosto pela arqueologia, dizendo de si mesmo:
"Fui o primeiro que n'este Reino louvei e apregoei ser perfeita a antiguidade, e não haver outro primor nas obras, e isto em tempos que todos quasi querião zombar d'isso, sendo eu moço e servindo ao Infante D. Fernando e ao Sereníssimo Cardeal D. Afonso meu Senhor. E o conhecer isso me fez desejar de ir ver Roma…".
Holanda foi um dos maiores vultos do Maneirismo português, sendo humanista, pintor, arquiteto, historiador e teórico da arte. No seu tratado Da Pintura Antigua (1548), expõe as suas ideias sob a forma de diálogos fictícios com Miguel Ângelo, com quem entrara em contacto em Roma e por quem fora profundamente impressionado. Sua filosofia, influenciada pelo pensamento neoplatónico italiano, via na pintura uma segunda Natureza, um espelho do gênio criativo de Deus, a quem considerava "O primeiro pintor". A arte assim não era tanto uma imitação da Natureza, mas uma nova Criação diretamente a partir da fonte divina, origem de todas as ideias e do mundo manifesto, e justamente por isso não necessitava primariamente agradar ao público, mas antes ao próprio artista. Ao mesmo tempo, a sua concepção de história era toda apologética, estruturada por valores onde "todo o prestígio do mundo é evocado com o único fim de revelar e comprovar o valor e utilidade das artes", tendo a cultura da antiguidade como seu modelo ideal. Essa interação entre arte, classicismo e misticismo, de índole libertária e individualista, implicava ainda uma ética de austeridade e virtude, identificando o Bem com a Beleza, e não desdenhava a importância do aprendizado técnico sólido, dizendo que o engenho inato do pintor não era o bastante, devendo sim cultivá-lo assiduamente através do estudo das ciências e humanidades e da prática continuada das virtudes morais e dos ofícios artísticos. Daí se compreendem os seus esforços no sentido de fundar uma Academia de Pintura em Portugal, esforços que não obstante não encontraram eco na mentalidade dos seus contemporâneos, ainda presa ao antigo sistema corporativo de produção.
A segunda geração quinhentista agudiza a italianização da pintura portuguesa e leva adiante os ensaios de inovação dos seus predecessores. Mas é um período agitado por uma atmosfera espiritual confusa - estamos nos anos da Reforma Protestante -, ainda não foi suficientemente estudado, e há pouca informação biográfica sobre os seus artistas. O único pintor desse grupo com um grande conjunto de obras seguramente identificado e com um perfil bem estabelecido é Diogo de Contreiras, antigamente conhecido como o Mestre de São Quintino, inovando na paleta de cores, dando uma nova expressividade às figuras e realizando experimentações compositivas inéditas. Outro autor é apenas identificado como Mestre de Abrantes, desenvolvendo um desenho nervoso e expressivo e adotando uma técnica de pincelada mais livre, além de criar acordes cromáticos de grande originalidade em tons cítricos. Merecem nota ainda António Nogueira, com uma obra já claramente italianizante, toda maneirista, com intenso dinamismo composicional, Jooris van der Straten, retratista flamengo, e Francisco de Campos, flamengo radicado e dono de um estilo maneirista bizarro e antinaturalista, autor do exemplo único de pintura quinhentista profana em painéis decorativos no Paço dos Condes de Basto. Com a obra de Campos a pintura portuguesa se abre definitivamente para um novo ciclo internacionalista. Joaquim Oliveira Caetano diz desse período:
"Sem dúvida que muito do que foi pintado trazia ainda consigo uma forte carga dos mestres do primeiro terço do século. Sem dúvida muitas das novas soluções encontradas radicaram já formalmente em certos "estilemas" do Maneirismo, mas a compreensão da pintura destas décadas não terá muito a ganhar em ser vista quer como um epílogo da brilhante época da pintura manuelina, quer como uma espécie de antecâmara experimental da pintura maneirista portuguesa. Ela correspondeu directamente, como a arquitectura, a ourivesaria e outras artes do seu tempo, a um esforço de modernização cultural da sociedade portuguesa e, se não foi um essencial vector dessa mudança, tentou ao menos, com os meios disponíveis adequar-se a um novo quadro mental e participar, com o fraco armamento de que dispunha, na difícil batalha do humanismo português que ferozmente se travava nesse tempo".
A terceira geração deste século, tipificada por Gaspar Dias e António Campelo, terá experiência direta da arte italiana mas trabalhará numa sociedade abalada pela perda da soberania nacional para a Espanha e pelo peso da presença repressora da Inquisição, dissolvendo-se o entusiasmo experimentado no período manuelino com a expansão marítima e o status português de potência européia, criando uma atmosfera de amargura e desesperança que se refletiria na arte através do dogmatismo estético e ideológico contra-reformista. Entretanto, essa mesma fase conturbada e limitada pela imposição de um rígido programa ideológico religioso, verá se multiplicarem as oficinas regionais de pintura, acompanhado, na dissolução da corte lisboeta, o recuo da nobreza para o campo, que formava pequenas cortes provinciais. Somente agora, ultrapassada a metade do século, é que se consolida em Portugal o Maneirismo, com suas tensões e ambivalências irresolvidas, depois de décadas de tentativas hesitantes, e permanecerá como o estilo hegemónico até o início do século XVII, quando seu dinamismo compositivo e gosto pelos contrastes serão as bases para a formação do Barroco. Nessa fase final do século XVI lembrem-se ainda os nomes de Diogo Teixeira, Cristóvão de Morais, Álvaro Nogueira, Pedro Nunes, Amaro do Vale, Domingos Vieira Serrão, Simão Rodrigues, Ambrósio Dias (o Mestre da Romeira) e do espanhol Francisco Venegas..

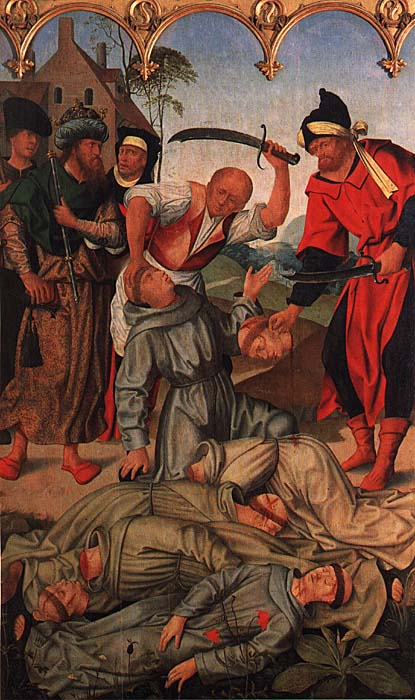
Francisco Henriques: Os mártires do Marrocos, c. 1508. Museu Nacional de Arte Antiga
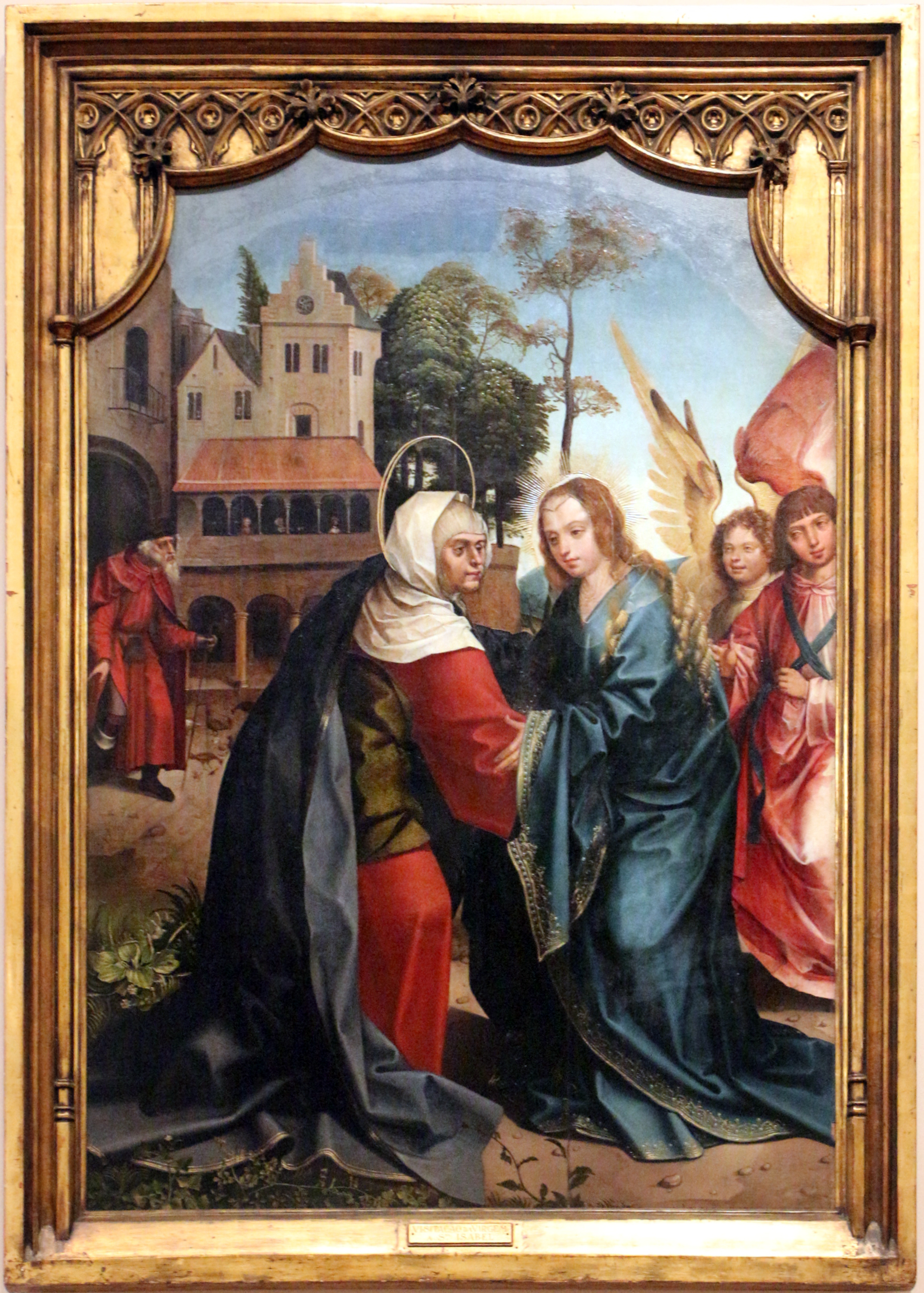
Gregório Lopes: Visitação, c. 1527. Museu Nacional de Arte Antiga
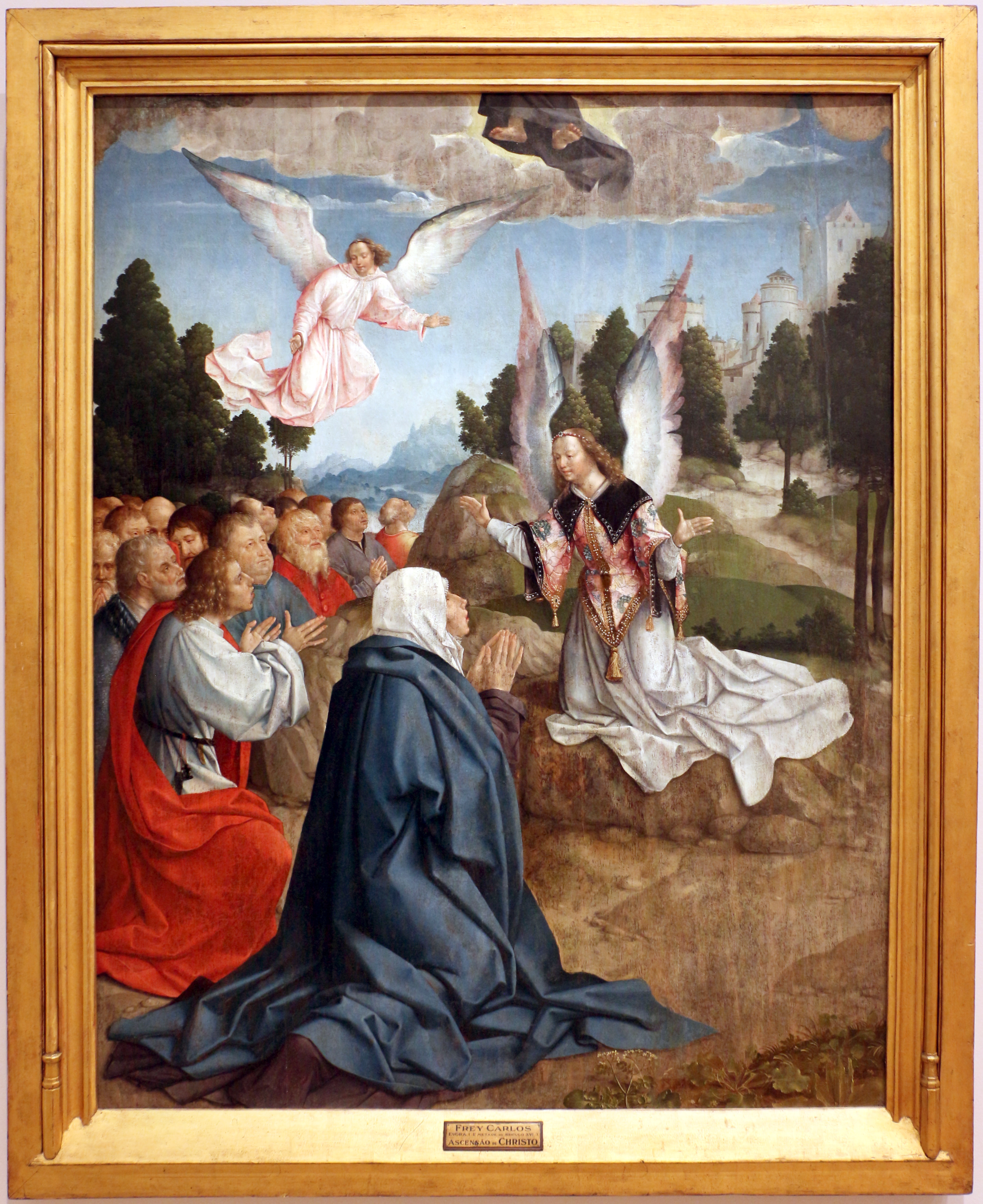
Frei Carlos: Ascensão,  c. 1530. Museu Nacional de Arte Antiga
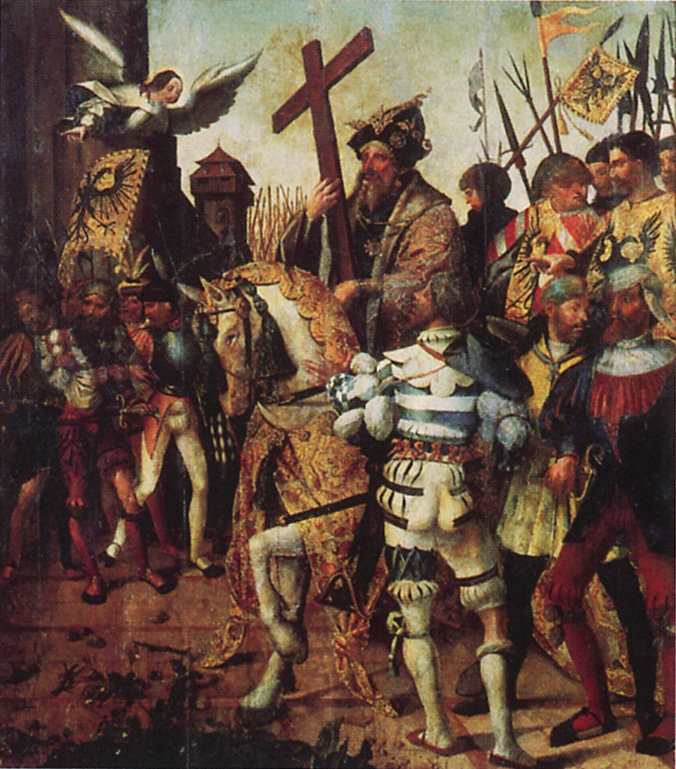
Cristóvão de Figueiredo: Exalçamento da Santa Cruz, c. 1530. Museu Nacional de Machado de Castro

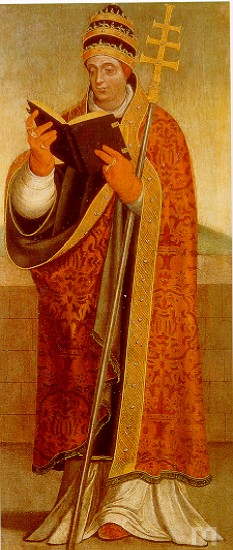
Autor desconhecido: S. Gregório Magno, c. 1540 - 1550. Museu de Alberto Sampaio
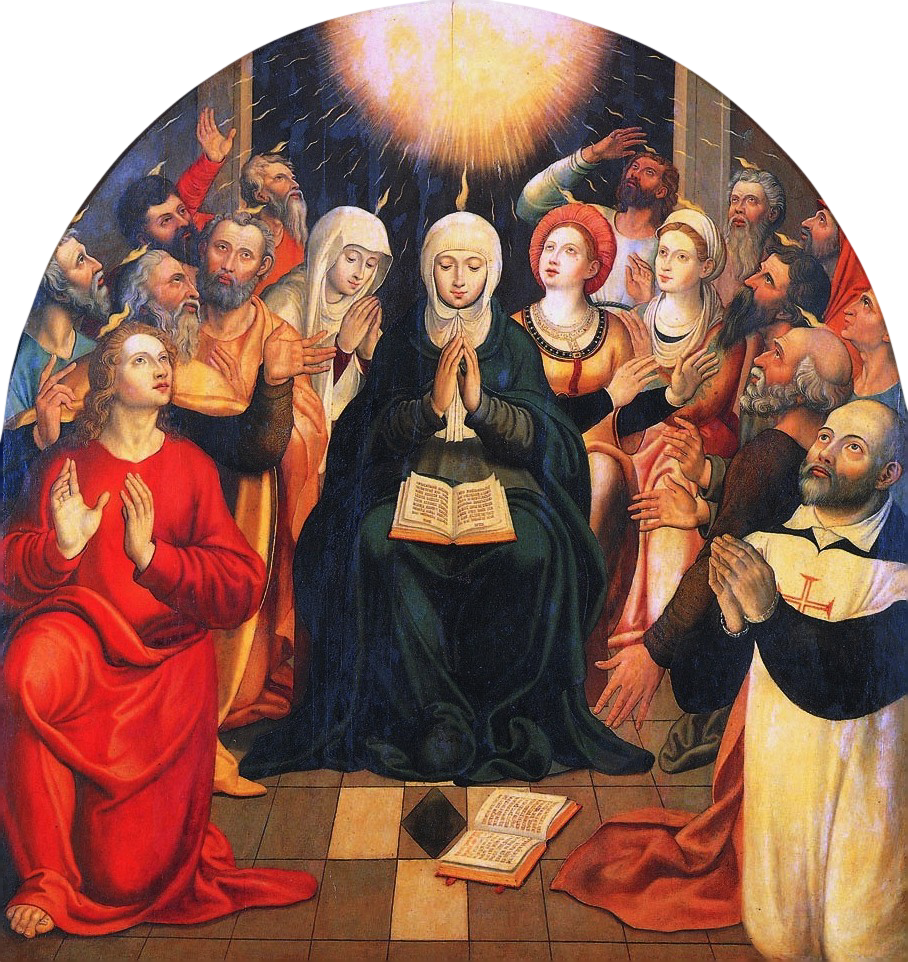
Autor desconhecido: Pentecostes, c. 1540 - 1550. Museu de Alberto Sampaio
Cristóvão de Morais: Retrato do Rei D. Sebastião (1571-74), O Desejado, no Museu Nacional de Arte Antiga
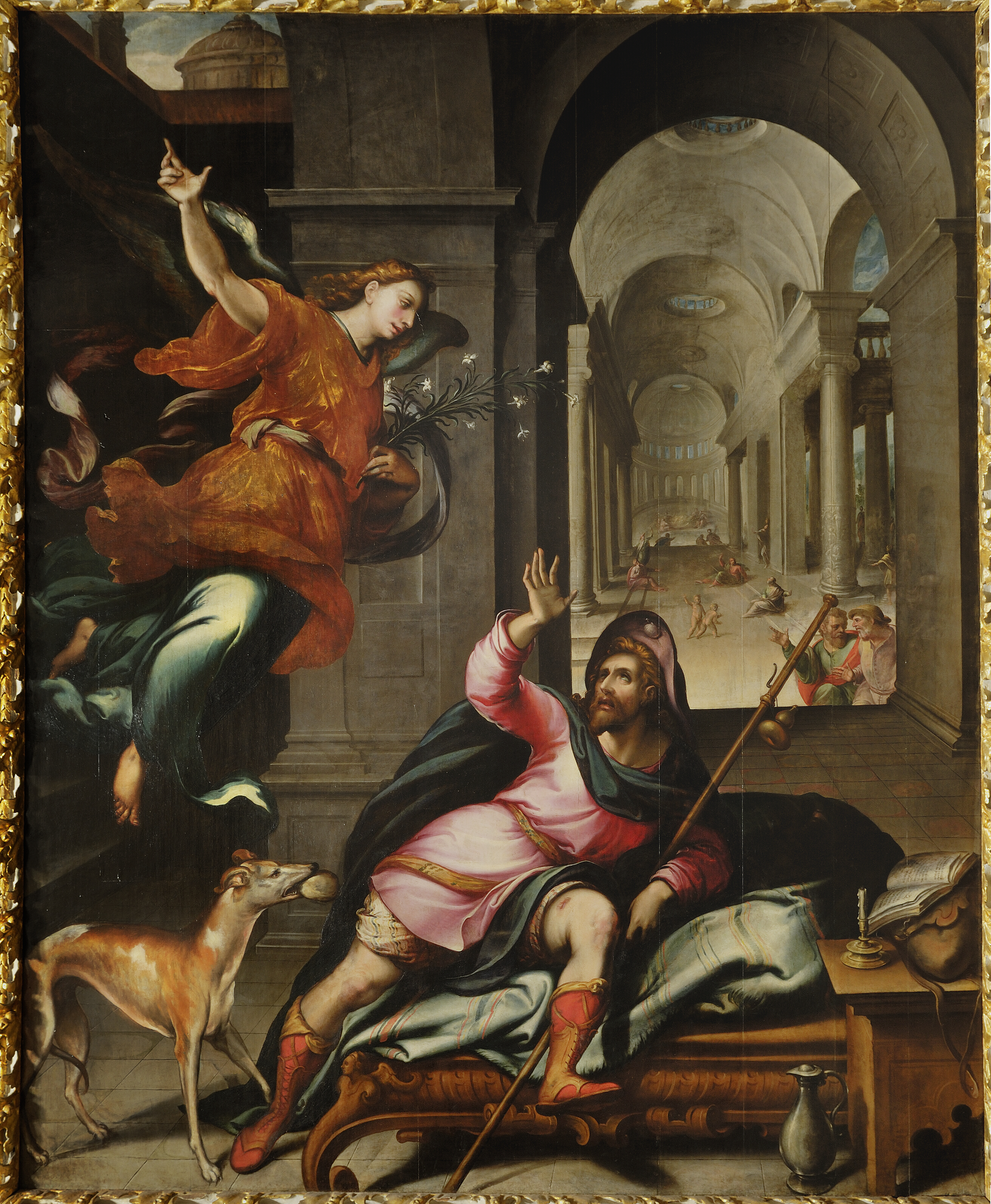
Gaspar Dias: Aparição do Anjo a S. Roque, c. 1584. Igreja de S. Roque, Lisboa

## Barroco e Rococó
O século XVII, quando se inicia o percurso do Barroco em Portugal, é um período ainda relativamente pouco estudado na história da arte portuguesa. Sua primeira metade coincidiu com o domínio filipino, e esteve por isso mesmo durante muito tempo negligenciada pelos estudiosos nacionais e cercada de preconceitos de fundo nacionalista, o que é compreensível. Outro fator para seu desconhecimento foi a percepção equivocada de que nestes anos a pintura portuguesa constituiu uma mera extensão periférica e pouco significativa da espanhola. Se bem que o deslocamento do centro do poder para a Espanha tenha realmente repercutido de muitas formas negativamente sobre a cultura e sociedade nativas, os historiadores e críticos modernos têm conseguido reverter a situação de quase completa ignorância que pairava até pouco tempo atrás sobre a pintura portuguesa do século XVII, e seus estudos mais recentes têm revelado que este foi um período de grandes e importantes mudanças estéticas, guardando muito interesse tanto pelas surpresas positivas que têm vindo à luz sobre obras e autores como pelo seu próprio contexto político e social atípicos que serviram como pano de fundo para a criação artística. Entretanto, o terreno apenas começou a ser desbravado e ainda há muito a ser feito para a reintegração adequada do século XVII na história da pintura portuguesa.

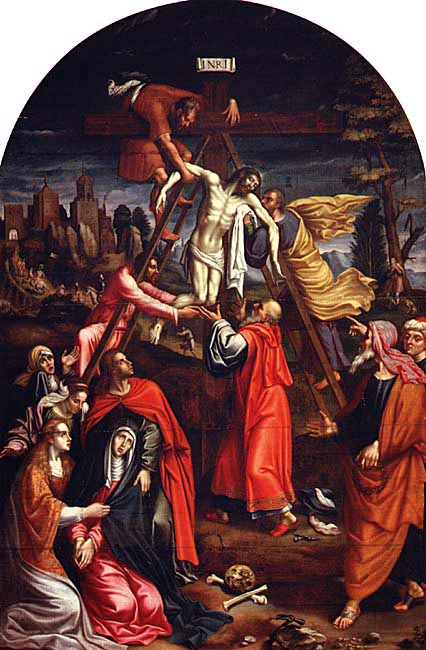
Pedro Nunes: Deposição da cruz, 1620. Capela do Esporão da Sé de Évora

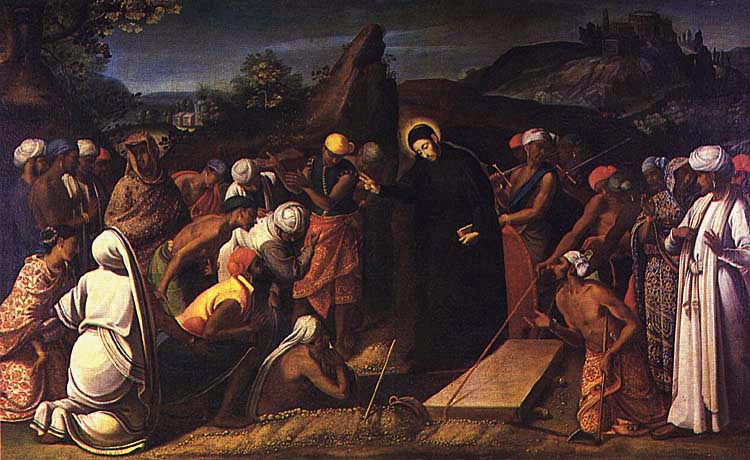
André Reinoso: O milagre de S. Francisco Xavier, 1619. Igreja de S. Roque, Lisboa

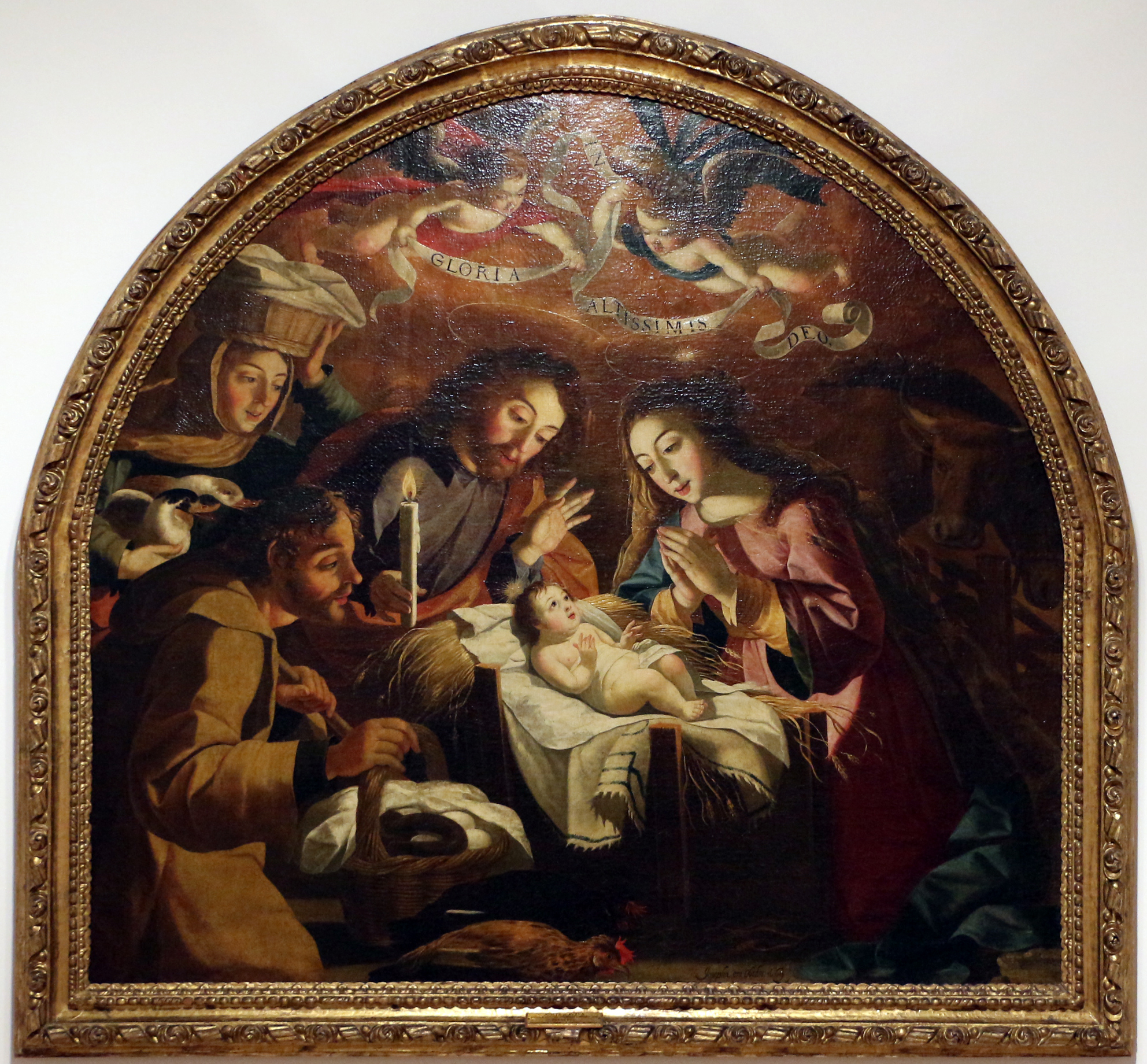
Josefa de Óbidos: Adoração do Menino Jesus, 1668. Museu Nacional de Arte Antiga

### Proto-Barroco
O século inicia com um evento de importância simbólica. Em 1612 uma delegação de pintores liderada por Fernão Gomes solicita à Câmara de Lisboa o cancelamento dos vínculos corporativos e a concessão de um estatuto liberal à sua arte. No Porto, na mesma época, se faz petição semelhante. Isso indicava uma mudança na mentalidade vigente, um abandono das tradições produtivas medievais e um avanço importante em direção à modernidade. Mesmo que as reivindicações não frutificassem nesse momento, os artistas conseguiram uma equiparação de sua posição social à dos nobres, por se dedicarem a uma atividade artística "superior".
A pintura Proto-Barroca em Portugal, que vai até meados do século XVII, se divide em dois campos bem diferenciados: a religiosa e a profana. Na esfera religiosa, o estilo será obrigado a atender aos requisitos da Contra-Reforma, apoiada sem questionamentos desde o reinado de Filipe II. Tais requisitos, estabelecidos no Concílio de Trento, que contribuem para ampliar a influência italiana em detrimento da flamenga, seja diretamente, seja através da Espanha, se resumem numa condenação dos excessos ornamentais e da desestruturação compositiva do Maneirismo, em busca do decoro, uma expressão menos fantasiosa e teatral e mais naturalista, paralelamente ao reforço na caracterização de uma catolicidade dogmática que explicitava o Triunfo da Igreja e visava sobretudo o cerceamento da "perigosa" criatividade individual - que podia degenerar em heresia - em favor da`homogeneização da mensagem doutrinal e, consequentemente, do estilo. A história regista vários casos de problemas de pintores com a Inquisição por supostos desvios do dogma, como foi o caso de Domingos Vieira, chamado de O Escuro. Resultou disso um acentuamento do culto da imagem sacra, com a multiplicação de pinturas devocionais privadas e públicas onde as cenas da vida de Cristo adquirem uma projeção inédita. A política oficial da Igreja quanto à arte religiosa está bem expressa nesta passagem, onde se recomenda aos bispos e outros responsáveis que
"instruam diligentemente os fiéis primeiramente acerca da intercessão dos santos, sua invocação, veneração das relíquias e legítimo uso das imagens, e lhe ensinem que os santos que reinam juntamente com Cristo, oferecem a Deus pelos homens as suas orações, e que é bom e útil invocá-los humildemente e recorrer às suas orações poder e auxílio para alcançar benefícios de Deus, por seu Filho Jesus Cristo nosso Senhor, que é o nosso único redentor e salvador." 
Neste contexto o Tenebrismo teria um papel importante ora para realçar o dramatismo e pungência da imagem, ora sua poesia, inspirando uma piedade maior no devoto. Também se popularizam, através da influência flamenga e espanhola, as vanitas, um híbrido de natureza-morta com alegoria moralizante, centradas no comentário da mortalidade humana e da efemeridade das coisas do mundo.

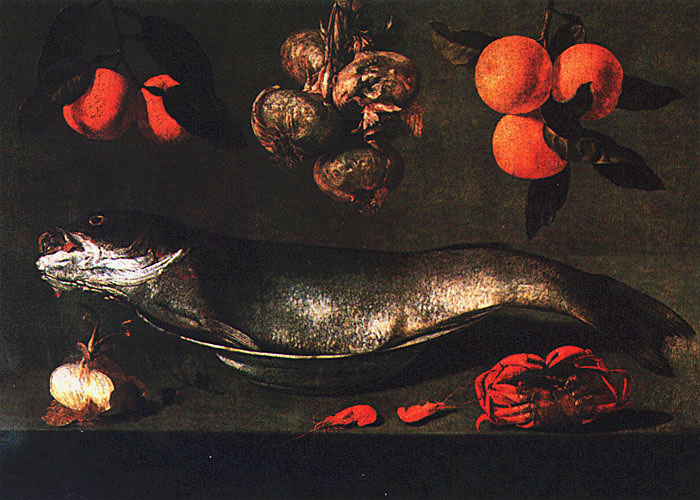
Baltazar Gomes Figueira: Natureza morta, 1645

No campo profano, se inicia a exploração de uma temática mais variada, crescendo o interesse pelo retrato, pela pintura de género, pela paisagem, e se popularizando as naturezas-mortas. Também se aprofunda uma pintura mural decorativa derivada das grottescherie italianas maneiristas, que em Portugal assumiria traços originais e se praticaria intensamente em especial para decoração de tetos. Conhecido também como brutesco, esse género foi divulgado muito através de gravuras e era regido por convenções bem frouxas, independentes da censura eclesiástica, dando amplo espaço para a imaginação.
Assim, na prática, o Barroco apareceu como um movimento de renovação na pintura portuguesa quando as soluções maneiristas já estavam a caducar. Enquanto dura a União Ibérica, os principais centros produtores de pintura se desenvolvem no círculo das cortes provinciais, com  para a dos Duques de Bragança em Vila Viçosa (com Miguel de Paiva), mas também em Lisboa (Reinoso, o Cabrinha, o Escuro e Avelar); em Évora (com Pedro Nunes e Martim Valenciano, entre outros); Óbidos (Baltazar Gomes Figueira), Coimbra, Porto e várias outras cidades, quintas e paços do interior. Esses artistas, dentre muitos mais, fazem a passagem do derradeiro Maneirismo para o Barroco internacionalista da fase seguinte. Merece uma atenção especial a pintora Josefa de Óbidos, ativa até a década de 1670, pertencente pois à segunda geração proto-barroca, juntamente com João Gresbante, Manuel Gomes, Marcos da Cruz e Bento Coelho da Silveira. Foi uma das raríssimas mulheres da sua época a conquistar independência e respeito profissional como artista. Adepta persistente do Tenebrismo, deixou obras de delicada poesia em cenas da vida de Jesus e em naturezas-mortas, mas foi capaz de momentos de grande expressividade, como prova o seu Calvário.

### O Barroco Joanino

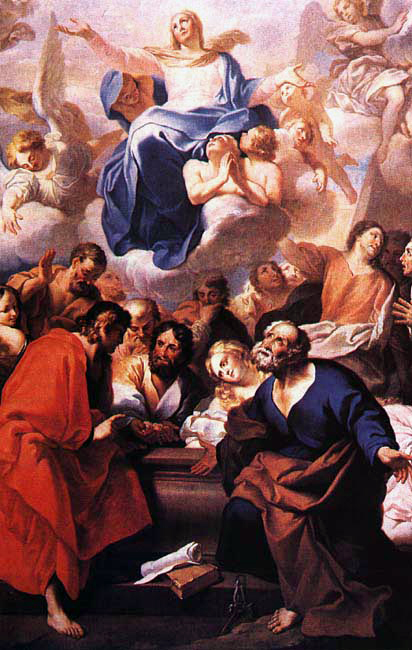
André Gonçalves: Ascensão de Nossa Senhora, 1730. Palácio Nacional de Mafra

A Restauração da Independência com a ascensão de D. João IV muda o contexto sócio-político e o Barroco estabelece-se com firmeza como o estilo geral, mas agora caminha para perder gradualmente qualquer laivo de isolacionismo e timidez que poderia ainda guardar, abrindo-se para novas soluções que vão dar na primeira metade do século XVIII grandes frutos originais, no chamado Barroco Joanino, quando o ouro vindo da colónia brasileira possibilita uma nova fase de esplendor, sob o longo reinado de D. João V. O rei era um amante e conhecedor das artes, a ponto de poder fazer a sua crítica, e ao mesmo tempo um devoto mecenas da Igreja e um autocrata que desejava rivalizar com Luís XIV, o Rei-Sol francês. Com ele a pintura portuguesa volta a florescer com força e desenvoltura e a arte serve como eficiente meio de propaganda da sua magnanimidade. Mandou construir o monumental Palácio e Mosteiro de Mafra, cuja fábrica dinamizou todas as artes portuguesas.
Na pintura desse período a paleta de cores diversifica-se e ilumina-se, o Tenebrismo é coisa do passado, as formas adquirem maior fluência, a composição ganha maior desenvoltura e um sentido expansivo e dinâmico, e ensaia-se uma recuperação dos valores clássicos. André Gonçalves, de obra vasta, é um dos melhores representantes do Barroco Joanino. Foi muito influente, fazendo escola onde se destacou José da Costa Negreiros. Roma é o principal centro de referência para esta fase, mas a influência dos barrocos franceses e holandesa também se faz sentir.
Em 1696 o pintor Félix da Costa iniciara um movimento para que se fundasse uma Academia, um projeto que porém só viria a se concretizar de forma oblíqua, não em solo pátrio, mas em Roma, em 1712. A Academia de Portugal em Roma seria um posto avançado da arte Joanina, fundamental para o contacto direto com os principais mestres europeus de alguns dos pintores portugueses de maior relevo dessa geração, como Inácio de Oliveira Bernardes e José de Almeida. Outros que merecem uma lembrança são Jerónimo da Silva, o italiano João Baptista Pachini, Francisco Pinto Pereira, Bernardo Pereira Pegado e o pintor régio Pierre Antoine Quillard, um precursor do Rococó em Portugal.

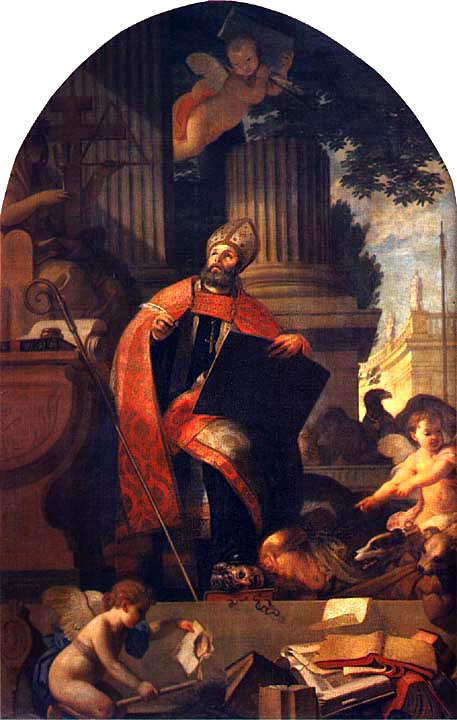
Vieira Lusitano: Santo Agostinho calcando aos pés a Heresia, 1770. Museu Nacional de Arte Antiga

Note-se ainda nesta fase a popularização dos revestimentos em azulejaria pintada, cuja tradição se iniciara no século anterior, e a introdução da pintura de simulação ilusionística de arquitetura para decoração de tetos, que rompe com a linhagem do brutesco e estabelece uma nova concepção de espaço cênico decorativo. Esta técnica, que causou sensação pela novidade que representava e pelo seu efeito impactante, foi introduzida em Lisboa pelo italiano Vicenzo Baccarelli e continuada por Nicolau Nasoni, florentino, e por Manuel Xavier Caetano Fortuna, António Lobo e Lourenço da Cunha em outras partes do país.

### O Barroco Pombalino e o Rococó
A partir da década de 1750 se observa uma alteração nas direções do Barroco. A influência italiana permanece forte em torno da corte, mais conservadora, e dá continuidade ao Barroco derivado de Roma, ainda de tendência monumental e grandiloquente, mas agora com traços gerais mais simplificados, apelidado de Barroco Pombalino, do qual Vieira Lusitano e Miguel António do Amaral são bons exemplos. No norte, porém, o Rococó de origem francesa começa a fazer uma aparição e se funde gradualmente ao Barroco tardio em proporções variáveis. Essa nova pintura, que tem um caráter mais leve, aberto, decorativo, sedutor e gracioso, traz referências classicistas e sua temática se adeqúa funcionalmente aos espaços onde será inserida. Vieira Portuense, Jean-Baptiste Pillement e Pedro Alexandrino de Carvalho tipificam o estilo. É a época dos salões literários aristocráticos onde convive uma sociedade de hábitos galantes, hedonistas e sofisticados, formada pela nobreza e por uma burguesia enriquecida, onde a mulher assume um papel de relevo e a religião perde sua força ideológica diretiva. Assim a França se torna o novo padrão cultural.
A preocupação das elites ilustradas mas desocupadas com a felicidade e o prazer, que desenham a atmosfera rococó, gerou problemas no transporte destes princípios para a arte religiosa, que atendia antes às necessidades das classes mais baixas, cuja devoção não foi em nada afetada pelos costumes desarraigados das elites. Mas as contradições aparentes foram solucionadas pelos moralistas cristãos do período, que associaram desde logo a desejada felicidade dos sentidos com a felicidade proporcionada por uma vida virtuosa, afirmando que o prazer humano seria uma das dádivas de Deus e sugerindo que o amor divino também seria fonte de uma espécie de volúpia sensorial. Com essa acomodação, a religião, anteriormente sobrecarregada pela noção de culpa e pelas ameaças da fogueira e da condenação eterna, assume um tom otimista e positivo, e gera uma pintura diante da qual os fiéis podiam rezar "na esperança e na alegria" e que serve de ponte entre a felicidade terrena e a celeste.

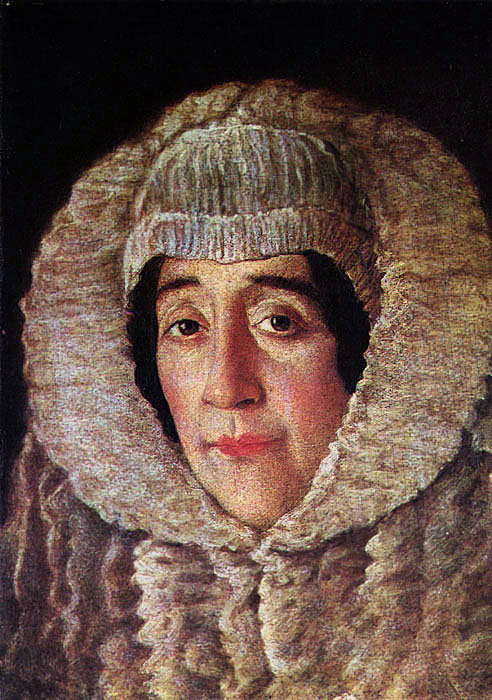
Domingos Vieira, o Escuro: Retrato de D. Isabel de Moura, c.1635. Museu Nacional de Arte Antiga
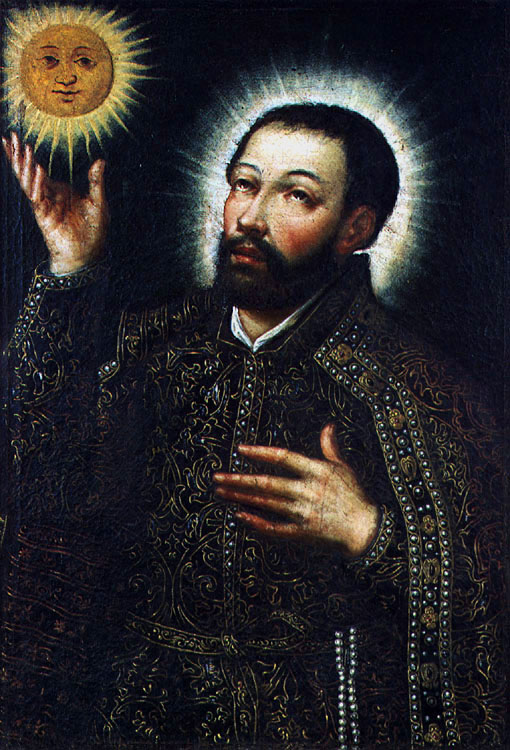
Manuel Henriques: S. Francisco Xavier, c. 1640. Sé Nova de Coimbra
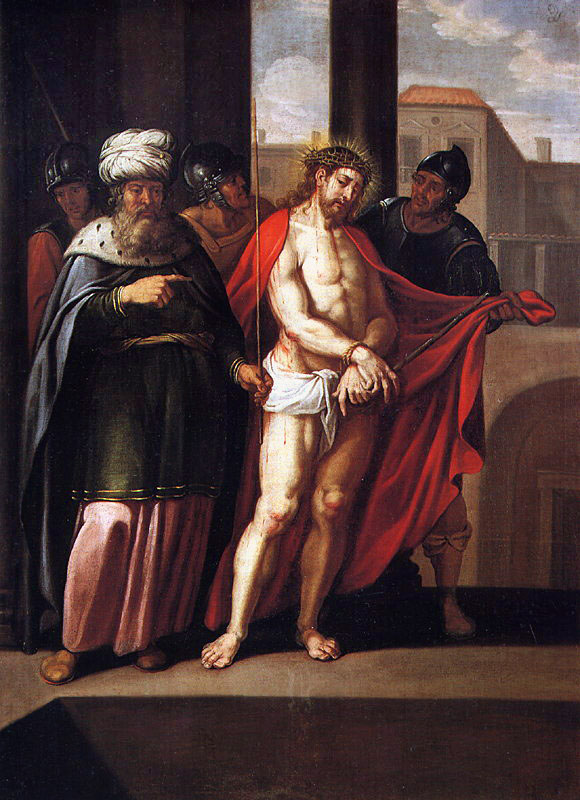
João Gresbante: Ecce homo, 1642.
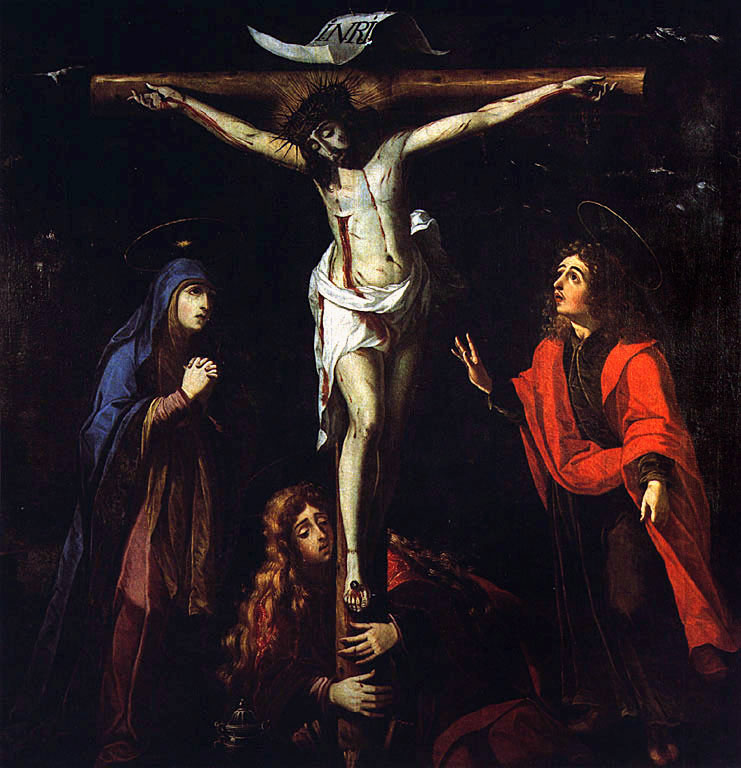
Josefa de Óbidos: Calvário, 1679. Santa Casa da Misericórdia, Peniche

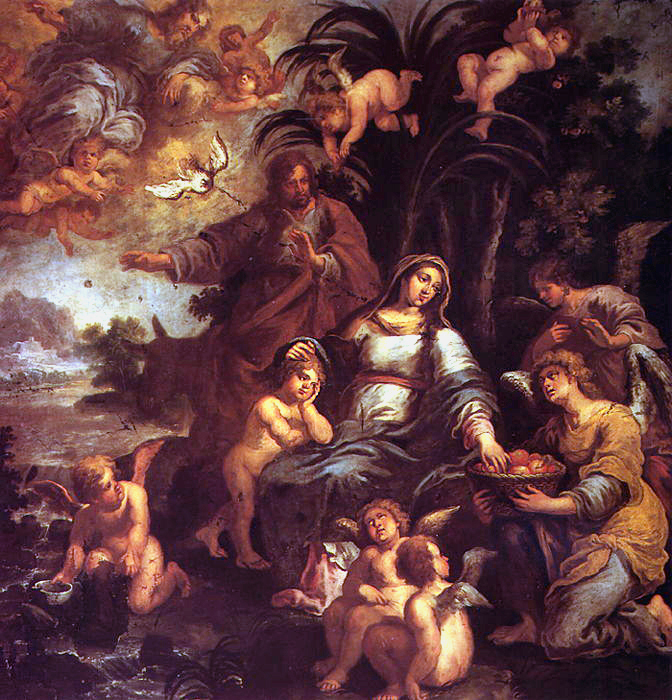
Bento Coelho da Silveira: Repouso no regresso do Egito, 1695. Universidade Nova de Lisboa
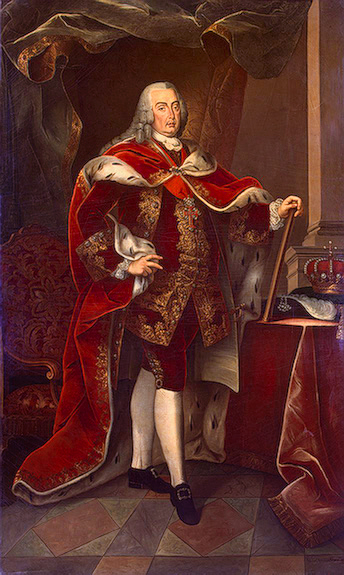
Miguel António do Amaral : Retrato do Rei D. José I, c. 1773. Museu Hermitage
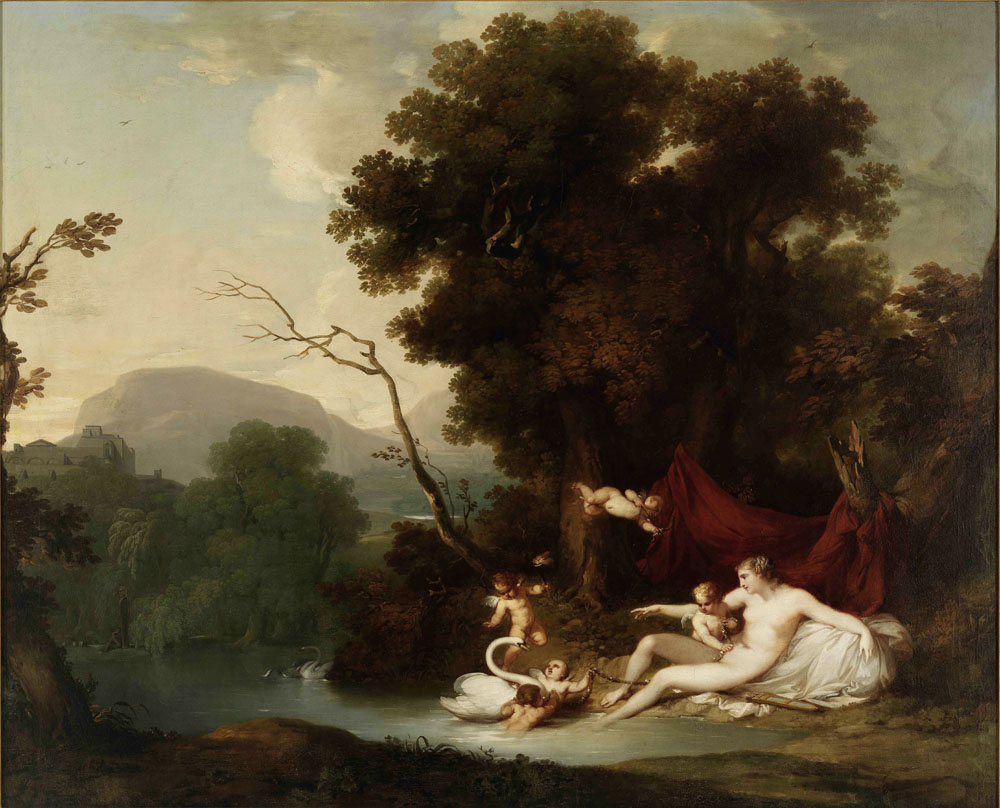
Vieira Portuense: Leda e o Cisne, 1798. Museu Nacional de Arte Antiga
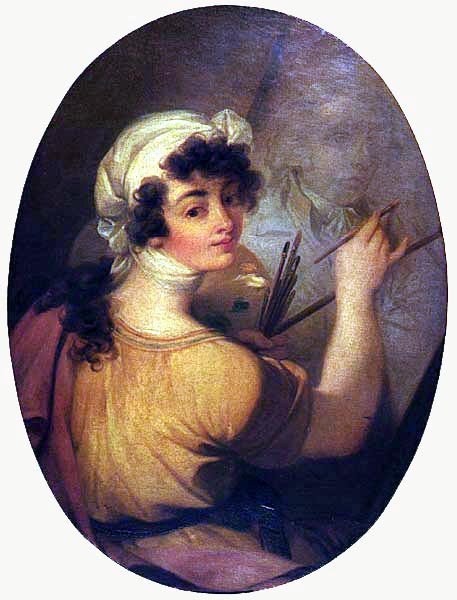
Vieira Portuense: Alegoria da Pintura, 1800. Palácio Nacional de Queluz

## Neoclassicismo e Romantismo
O final do século XVIII vê o Rococó, enfim triunfante, rapidamente transitar para uma maior simplificação e expurgação dos seus excessos decorativos em direção ao Neoclassicismo, por força do grande interesse que grassava neste época em toda a Europa pela arte e cultura da Antiguidade. Diversos estudos literários e escavações arqueológicas traziam à luz, para o grande entusiasmo de todos, uma quantidade de informações novas e obras de arte desconhecidas, e a divulgação de imagens das ruínas clássicas através de gravuras atingia um público que não se limitava aos especialistas e eruditos.  

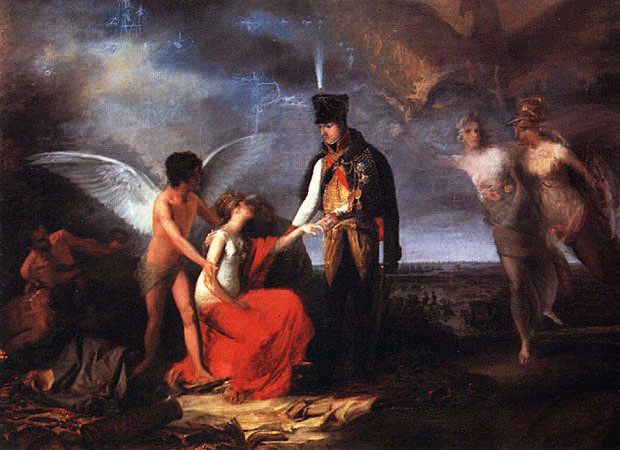
Domingos Sequeira: Junot protegendo a cidade de Lisboa, 1808. Museu Nacional de Soares dos Reis

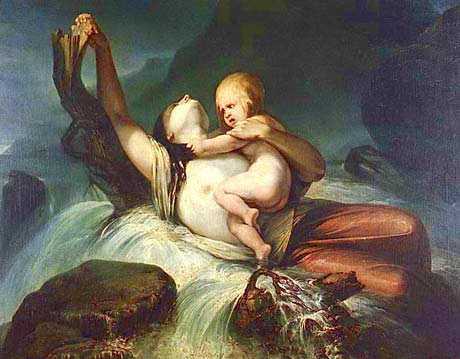
Francisco Augusto Metrass: Só Deus!, 1856. Museu do Chiado

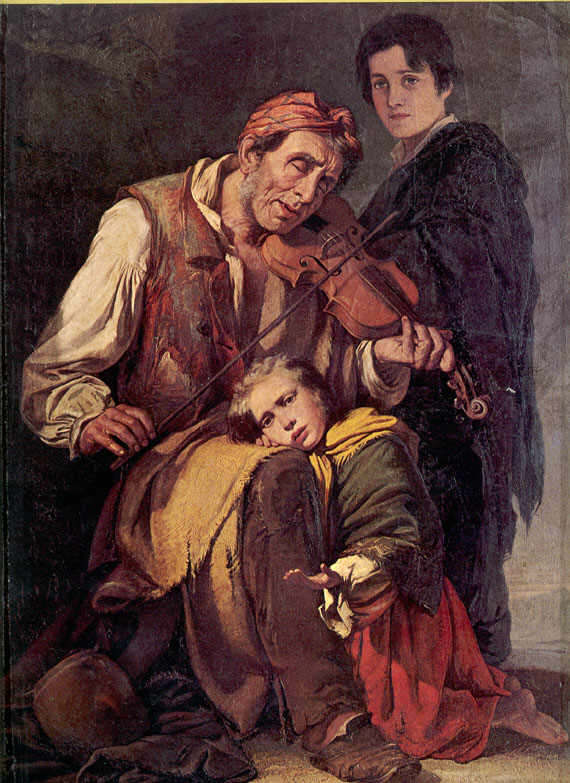
José Rodrigues: Cego Rabequista, c. 1855. Museu do Chiado

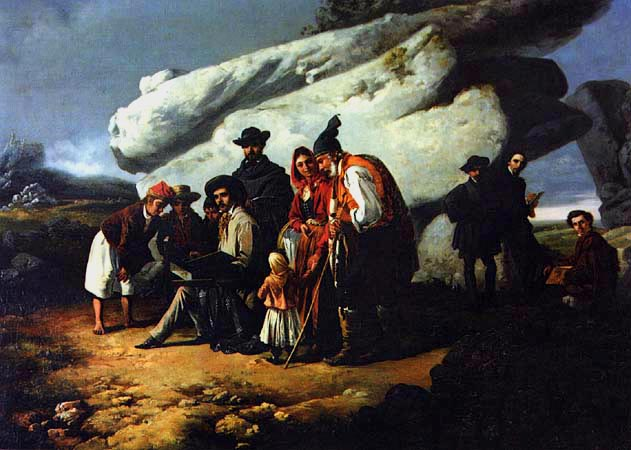
João Cristino da Silva: Cinco Artistas em Sintra, 1855. Museu do Chiado

O classicismo é um corpo estético e ideológico que prima pela ordem, pelo equilíbrio, pela racionalidade e pelo cultivo de altos ideais em civismo e ética pessoal, colocando o grupo acima do indivíduo. Naturalmente todo o sistema de arte refletiria a atmosfera cultural desse momento de transformação, e assim não surpreende o novo valor que se dá ao ensino artístico estruturado de acordo com princípios ordeiros e hierárquicos, fortalecendo o papel das Academias. O Iluminismo estava em grande voga, e era outro fator de repúdio ao sensualismo e frivolidade do Rococó e de uma reavaliação teleológica do papel da civilização e do progresso.
Quase ao mesmo tempo, o Romantismo começava a ganhar impulso na Alemanha e na Inglaterra, propondo uma nova aproximação com a Natureza e privilegiando a expressão dos sentimentos e do génio individual, e com isso sendo veículo de ideologias revolucionárias que contestavam várias estruturas de poder estabelecidas, como a Igreja e o Estado. Também deu força a projetos nacionalistas em vários países, reavaliando positivamente a Idade Média, até então relegada a uma condição de desprezo, e reconstruindo uma história ancestral de que não havia registo visível. Desta forma, o intervalo entre os últimos anos do século XVIII até meados do século XIX é colorido por um vivo diálogo entre dois princípios que muitas vezes se mostram antagónicos, mas sendo em essência ambos idealistas e reformadores, não raro concorrem para a formulação de uma concepção unificada de arte e cultura, baseada no novo papel atribuído ao artista, o de profeta de uma era mais justa socialmente e de educador do público em direção a uma moralidade mais pura, verdadeira, positiva e benéfica para todos. Neste ambiente, torna-se muitas vezes difícil distinguir uma pintura neoclássica de uma romântica, já que ambas as escolas coexistiram até cerca da década de 1850, sobrevivendo o Romantismo um pouco mais. Nas suas manifestações extremas, contudo, uma diferença de modelos torna-se mais evidente. Numa generalização simplista, a composição neoclássica é claramente organizada e equilibrada, privilegia a linha sobre a mancha, e recorre com frequência a temas da tradição greco-romana numa expressão impessoal. A romântica por sua vez tende à desordem, ao contraste marcante, ao drama, à primazia da cor e da pincelada expressiva, e prefere assuntos da história contemporânea e o retrato do povo e da Natureza, buscando um universalismo através da interpretação individual de temas genéricos.
A cena portuguesa não fugiu à força dessas ideias que agitavam toda a Europa e as Américas, mas abrindo-se o século XIX a sociedade se viu atordoada com a invasão napoleónica em 1807, a fuga da família real para o Brasil e em seguida a Guerra Civil, que em conjunto resultaram numa relativa paralisação nas artes e um enfraquecimento temporário da influência francesa, favorecendo as expressões românticas mas não anulando as classicistas.
O Neoclassicismo, apesar de não ter alcançado todos os objetivos que seus promotores desejavam e ter perdido parte do seu apelo depois do trauma napoleónico, teve um papel importante por estabelecer uma linhagem de arte académica inspirada em modelos da antiguidade clássica, e também por dar as bases para a formulação de um novo corpo conceitual e temático a partir da representação do nu, até então "relegado para o plano da clandestinidade". Embora de facto não tenha havido extensa produção de nus em pintura nesta fase, Luís Carvalho Barreira diz que seu aparecimento ainda que tímido e mais limitado à esfera do desenho é significativo o bastante para indicar uma reorientação ideológica, e complementa:
"Assim, é na transição de Setecentos para Oitocentos que a nossa atenção recairá numa arte onde o corpo manifestado se viu confrontado entre os valores morais católicos contrários à sublimação do Nu, conotado como figura do pecado, e a exaltação da beleza clássica de que o corpo foi detentor (…). Assim, sendo o corpo o espaço de desejo e o ímpeto do desejo desencadeia por simpatia a imaginação que serve tão facilmente de suporte às metáforas e a todos os jogos retóricos da imagem, o nosso maior reparo versará sobre o corpo enquanto imagem - Nu - representada e representativa da cultura portuguesa na transição de Setecentos para Oitocentos, por esta nos parecer ser uma época de "renascimento", que além de ser decisiva na formação artística foi, também, vinculativa de uma actividade que se prolongou até ao início do século XX".
Dentre os mais expressivos de inclinação neoclássica estão Vieira Portuense em sua última fase, Domingos Sequeira, José da Cunha Taborda, Cyrillo Volkmar Machado, Norberto José Ribeiro, António Manuel da Fonseca e o Visconde de Meneses, um representante tardio.

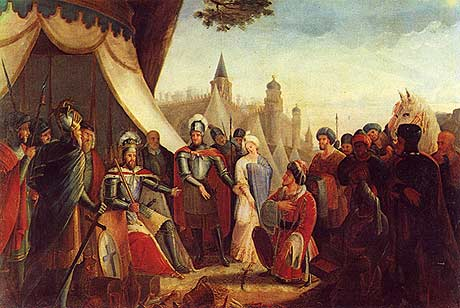
Joaquim Braga: O cerco de Lisboa por D. Afonso Henriques, 1840

Ultrapassada a fase caótica das primeiras décadas do século, se funda em 1836 a Academia de Belas-Artes, e logo intelectuais de índole romântica como Almeida Garrett e Alexandre Herculano introduzem no pais o gosto pela história antiga e seus testemunhos materiais, estimulando um debate de cunho nacionalista. Outros como o conde polaco e diplomata Athanasius Raczynski mergulharam na pesquisa da arte portuguesa antiga e incentivaram a reconstrução da biografia de vultos históricos, elaborando o mais importante corpo de historiografia artística do período em Portugal. Esses esforços se justificaram em vista da ruptura de Portugal com seu passado imediato depois da Revolução Liberal e da consequente busca de novos valores e de um senso de identidade através de um olhar para sua história antiga, e teriam um primeiro momento de consolidação com a obra do historiador da arte Joaquim de Vasconcelos e Possidónio da Silva na prospecção arqueológica, na segunda metade do século.
A pintura entre 1840 e 1860 seria principalmente romântica, e refletiria essa busca de identidade nacional seja enaltecendo seus heróis, seja retratando o povo poética e sentimentalmente, seja sendo atraída para a paisagem local, idealizada por olhos sonhadores que tendiam ao saudosismo de tempos dourados e por um bucolismo ora expansivo, ora intimista. Também se desenvolve um gosto pelo exótico, satisfeito através da representação de cenas orientalistas e medievalistas. Na década de 1870 o Romantismo começa a perder sua força, permanecendo porém um núcleo de resistência no Porto, com o trabalho de Francisco José Resende. Junto com o Neoclassicismo e o fortalecimento do ensino académico, o Romantismo em Portugal significou o início do deslocamento definitivo do centro de interesse artístico da esfera religiosa para a profana.
Deve ainda ser destacado o papel de D. Fernando II para as artes portuguesas nessa fase. Educado na Áustria e sensível à cultura romântica germânica, foi um amante das artes, que encarnou bem o ideal romântico por excelência, e seu mecenato foi um fator de estabilidade cultural num século de crónica instabilidade política. No grupo dos românticos fizeram nome Tomás José D'Anunciação, João António Correia, Auguste Roquemont, João Cristino da Silva, Miguel Lupi, José Rodrigues e Joaquim Rodrigues Braga, Francisco Augusto Metrass, além de D. Carlos I, que também foi pintor romântico de mérito, embora cronologicamente defasado.

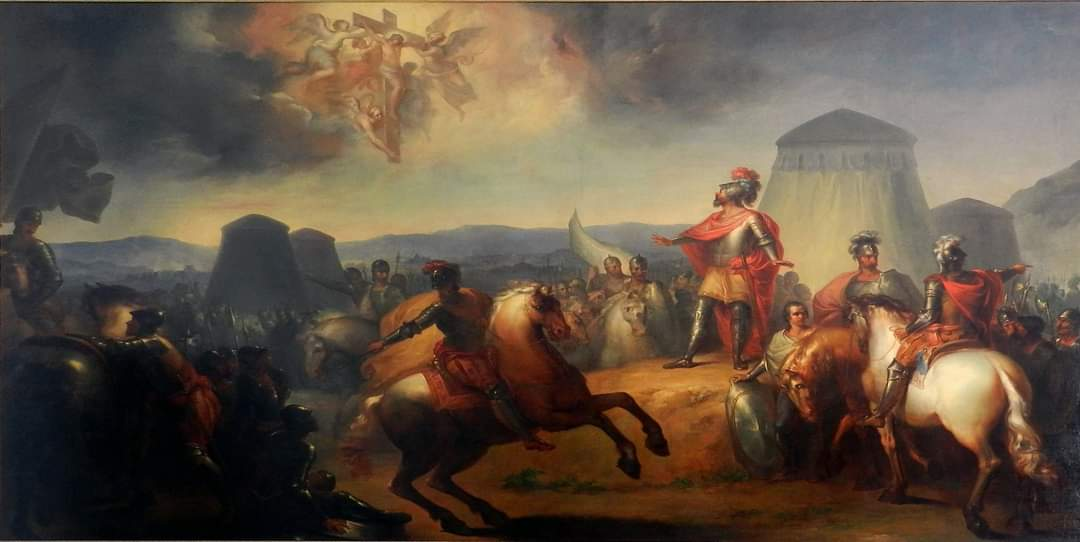
Domingos Sequeira: O milagre de Ourique, 1793. Château d'Eu
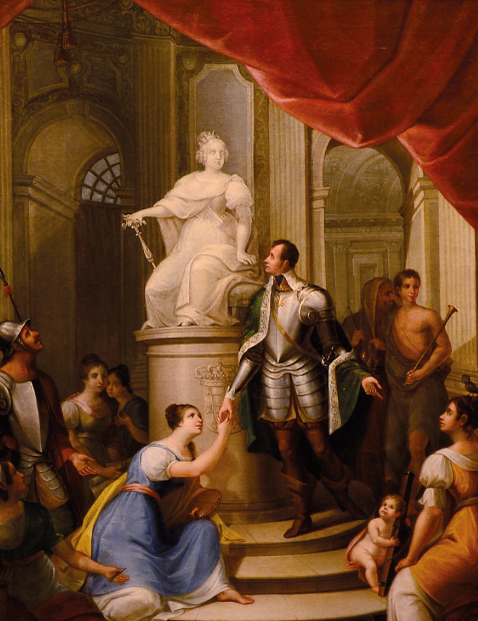
Norberto Ribeiro: Alegoria à Instituição da Academia de Belas Artes de Lisboa, 1840.
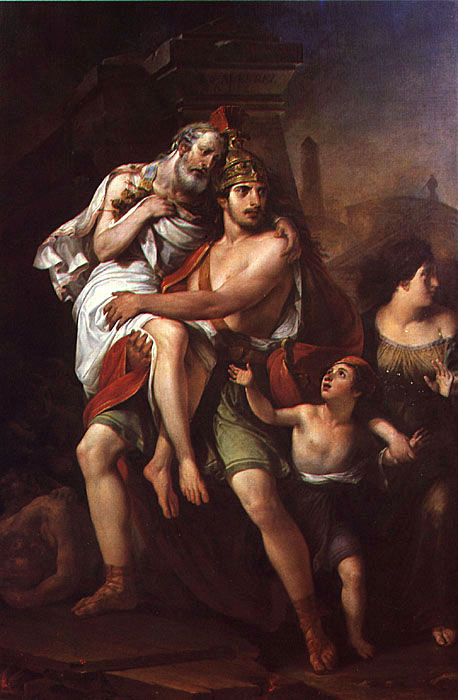
António da Fonseca: Eneias Salvando seu Pai Anquises do Incêndio de Tróia, 1855. Palácio Nacional de Mafra
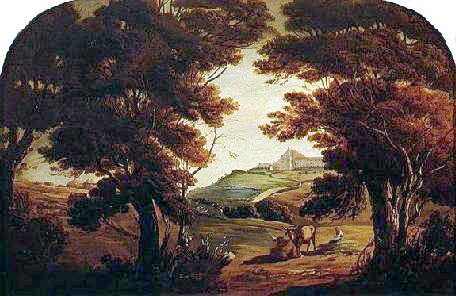
Tomás D'Anunciação: Vista da Penha de França, Lisboa, 1857. Museu do Chiado

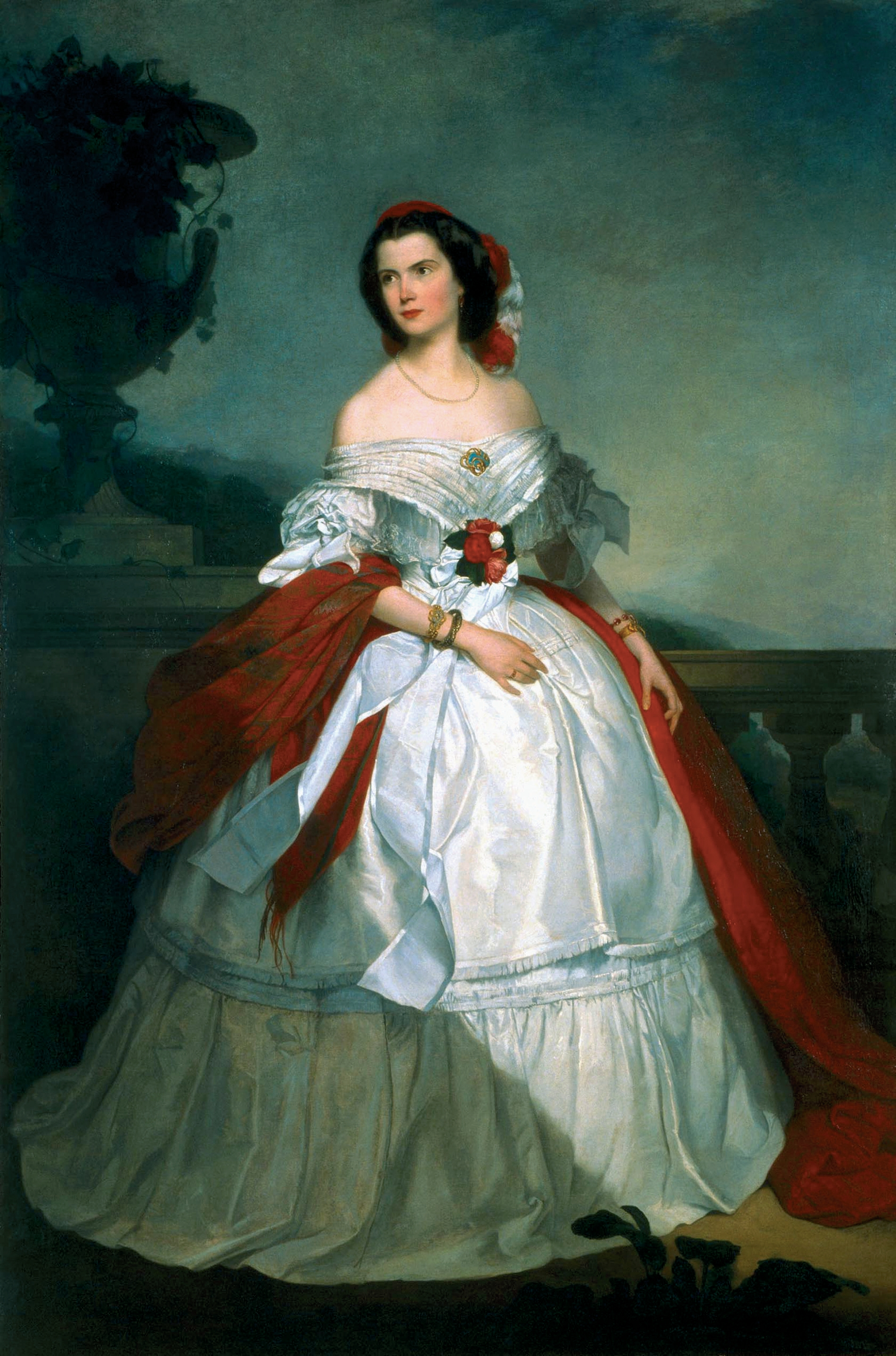
Visconde de Meneses: Retrato da Condessa de Meneses, 1862. Museu do Chiado
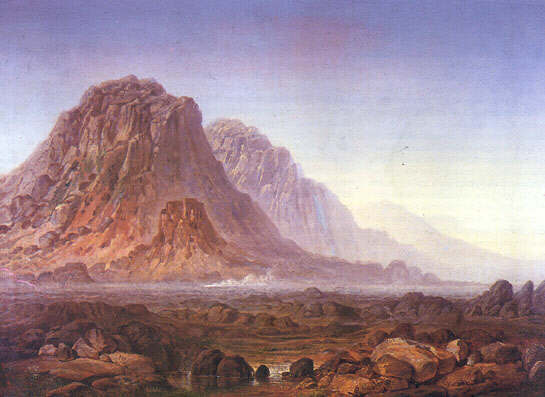
José Rodrigues: Penhascos da Mancha
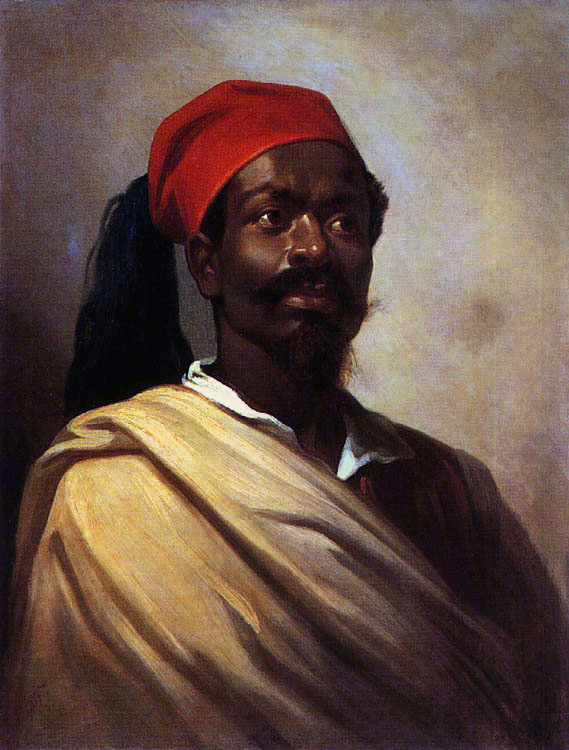
João António Correia: O negro, 1869. Museu Nacional de Soares dos Reis
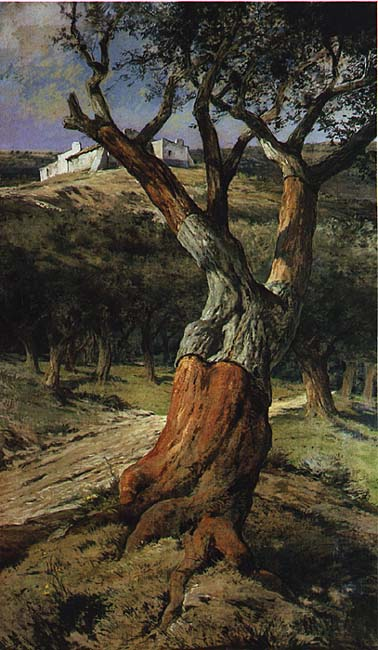
D. Carlos I: O sobreiro, 1905. Paço Ducal de Vila Viçosa

## Naturalismo e escolas associadas
As últimas três décadas do século XIX são um tempo de rápidas mudanças estéticas em Portugal, centradas na tentativa de redefinir o perfil da arte, da cultura e da identidade portuguesas. Funda-se a Sociedade Promotora das Belas-Artes em Lisboa, que propunha uma arte mais avançada, e por força da crítica de Latino Coelho e Ramalho Ortigão, da literatura de Antero de Quental e Pinheiro Chagas, dentre outros, e da atividade de um grupo de jovens revolucionários de Coimbra, a chamada Geração de 70, que se inclinavam para o Realismo, inicia-se um sério questionamento do modelo político e económico corrente, da arte académica apoiada pela oficialidade e da sensibilidade romântica, que a esta altura já pareciam anacronismos. O movimento teve forte oposição das autoridades, especialmente no episódio das Conferências do Casino, temerosas da ameaça de subversão da ordem social.

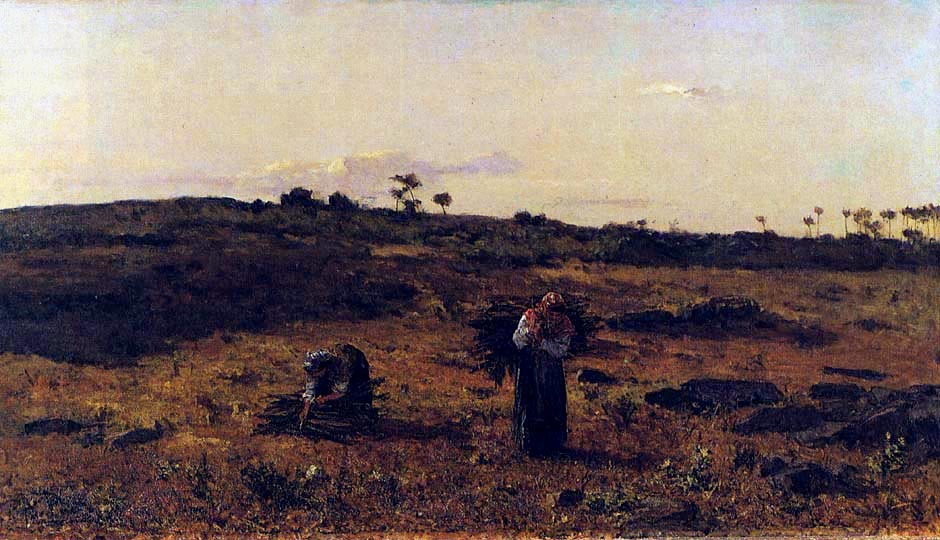
Antonio Carvalho de Silva Porto: Charneca de Belas ao Pôr-do-Sol, 1879. Museu do Chiado

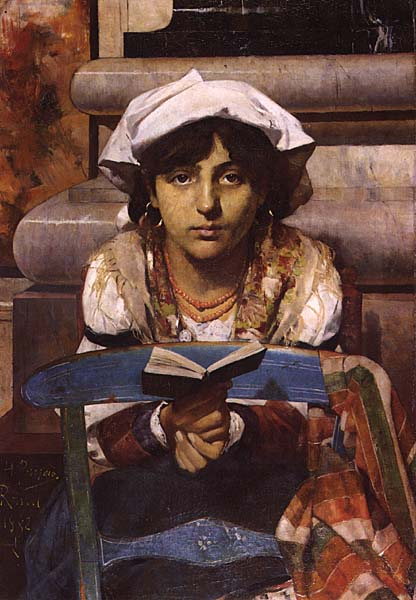
Henrique Pousão: Cecília, 1882. Museu Nacional de Soares dos Reis

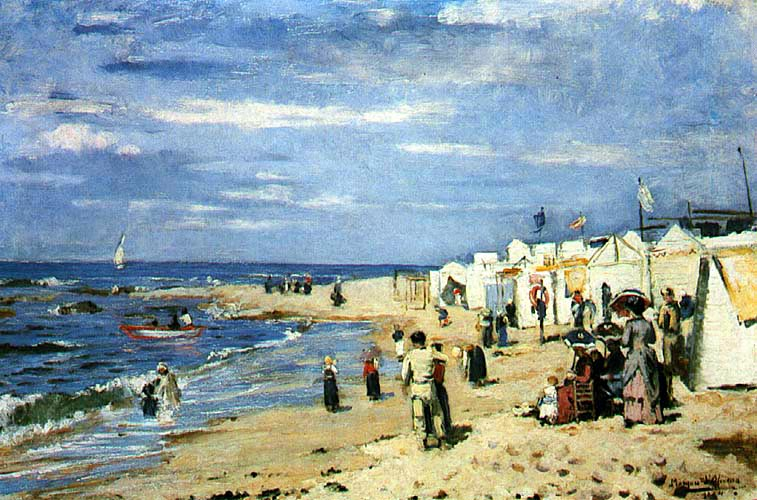
Marques de Oliveira: Praia de banhos, 1884. Museu do Chiado

A arte italiana começa a perder o seu atrativo, embora Roma ainda seja um centro importante de aprendizagem, mas a penetração da influência francesa faz-se cada vez mais forte, e muitos dirigem-se a Paris para estudar. Lá, entram em contacto com as novas tendências do paisagismo lírico da Escola de Barbizon e da arte de Courbet, Daubigny, Degas e Manet, e voltam a Portugal fervilhantes de novas ideias, rompendo o relativo isolacionismo que reinava até então, com as raras exceções de artistas bolsistas que traziam novos dados de fora e ocasionais visitantes estrangeiros. Toda essa nova arte era essencialmente burguesa, combatia os privilégios das elites, pesquisava novos recursos técnicos em direção a uma pintura mais solta, distante do rigor académico e seus temas heróicos ou mitológicos que nada tinham a ver com a realidade imediata, e cultivava grande interesse pelas possibilidades de fazer uma arte de cunho social. Assim, os pintores se dedicam a uma descrição mais objetiva do mundo que os cerca, sem a intenção primária de captar o "belo", mas abordando a vida do povo como ela era nos seus variados aspetos, e praticando ao ar livre um paisagismo que já não tinha a atmosfera idealista dos românticos. António da Silva Porto, Marques de Oliveira, Henrique Pousão, Sousa Pinto e Artur Loureiro estão entre os primeiros a adotar essa nova linha de trabalho.
Logo na década seguinte a pintura se dirige para o Naturalismo, que estende sua influência até para dentro da Academia Real de Belas-Artes, onde estava ensinando Silva Porto, que fora aluno de Daubigny e reuniu em torno de si uma nova geração de entusiastas. Seu ponto de encontro informal era a Cervejaria Leão de Ouro, e por isso o grupo passou a ser conhecido como Grupo do Leão, formado por João Vaz, António Ramalho, Cipriano Martins, Columbano Bordalo Pinheiro, Rodrigues Vieira, Rafael Bordalo Pinheiro, Henrique Pinto, Moura Girão, Ribeiro Cristino e José Malhoa. O grupo foi de notável importância para a renovação da pintura portuguesa, recebeu até o apoio régio, mesmo que nunca tenham sido uma unanimidade em termos de proposta artística. Fundiam em variados graus a objetividade e senso de compromisso social do Realismo com traços da técnica impressionista e sua noção de autonomia da obra de arte, em torno de um cerne naturalista mais espontâneo, numa corrente que teria um duradouro impacto sobre a pintura portuguesa. Esse eclético movimento continuará pelo século XX com grande vitalidade e permanecerá como uma das mais poderosas influências na pintura portuguesa até meados do século, mesmo enfrentando a concorrência das escolas modernistas que viriam na década de 1920 enriquecer o panorama da pintura local. D. Carlos I também se dirigiu para o Naturalismo em parte de sua obra, e outros nomes merecedores atenção foram José Veloso Salgado, Alfredo Keil, Roque Gameiro e Luciano Freire, além de Carlos Reis, uma figura de significativa ação dinamizadora dando aulas na Academia e estimulando a criação de inúmeras organizações promotoras das artes, como a Sociedade Silva Porto, o Grupo Ar Livre e sendo um dos co-fundadores da Sociedade Nacional de Belas Artes. Foi ele quem reconheceu publicamente a importância precursora de Silva Porto para a formulação de uma nova linguagem artística em Portugal, dizendo:
"Qual dos meus collegas d’escola não recordará com saudade aquellas excursões artísticas, pelas tardes cálidas do estio, quando seguiamos o querido mestre, sustentando nos seus hombros descahidos a pezada bagagem de paizagista, caminhando infatigavel por atalhos e azinhagas, em cata de um motivo que prendesse a sua alma de artista, que melhor vibrasse em uníssono com o seu temperamento de colorista ?!
"E nós, então, formando circulo em volta do mestre, com os olhos pregados nas taboas em que elle tanto gostava de pintar, assistíamos a um prodígio: – d’esse pedaço de madeira surgia a seara dourada pelo sol mordente de Julho, surgiam as azinhagas marginadas de piteiras, tão características dos arredores de Lisboa, mas tudo tão real, tão simples, de verdade e de emoção, que dir-se-hia que o Mestre não pintava com as cores da sua paleta insubstituível, mas sim com a própria luz, que sobre ella jorrava, porque toda a sua obra é luz; e era a luz que, por sua inspiração, guiava os nossos primeiros passos d’artistas; é a luz que ainda hoje nos illumina; é a luz que brilha como a mais refulgente estrella da arte portugueza!" 

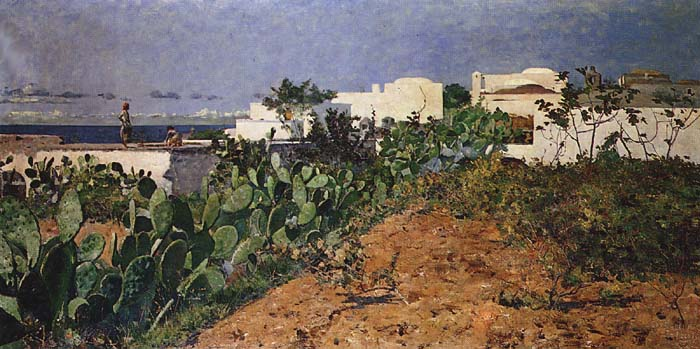
Henrique Pousão: Casas brancas, 1882. Museu Nacional de Soares dos Reis
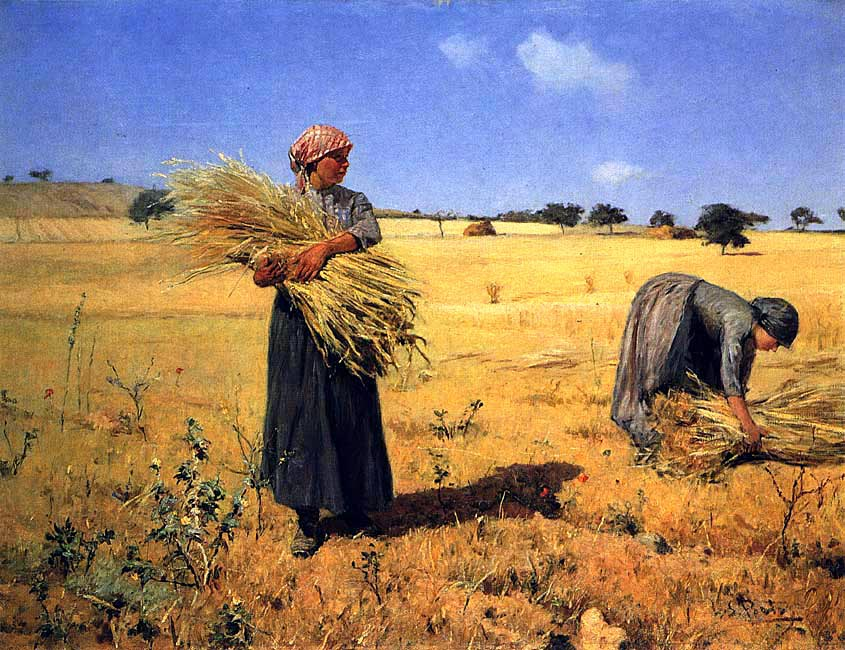
Silva Porto: Colheita - ceifeiras, c. 1893. Museu Nacional de Soares dos Reis
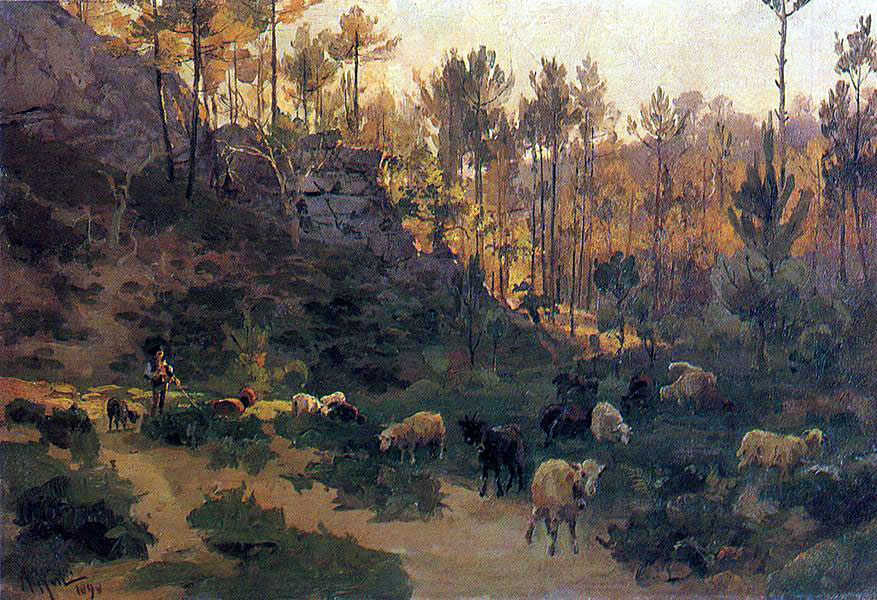
Alfredo Keil: Um rebanho em Sintra, 1898. Museu do Chiado
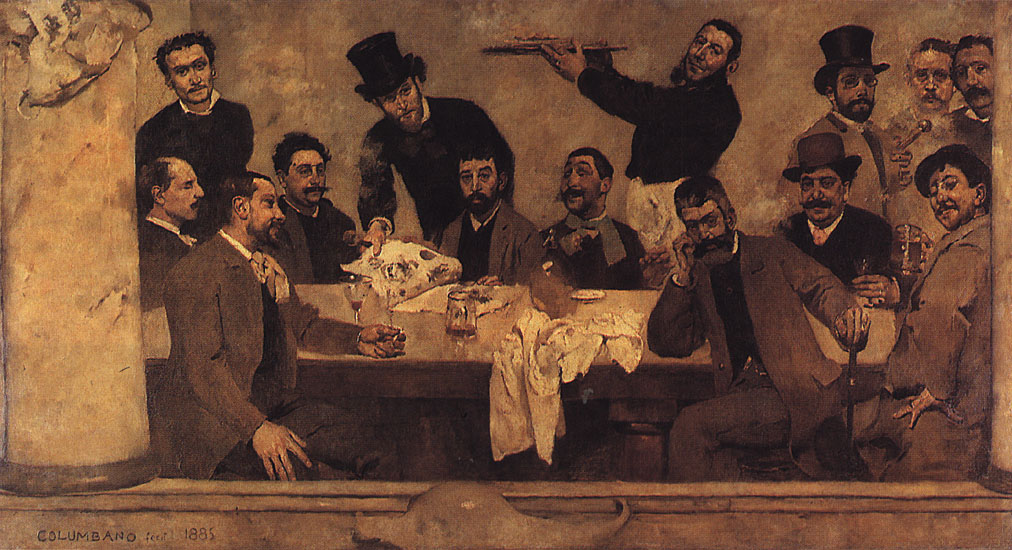
Columbano Bordalo Pinheiro: O Grupo do Leão, 1885.

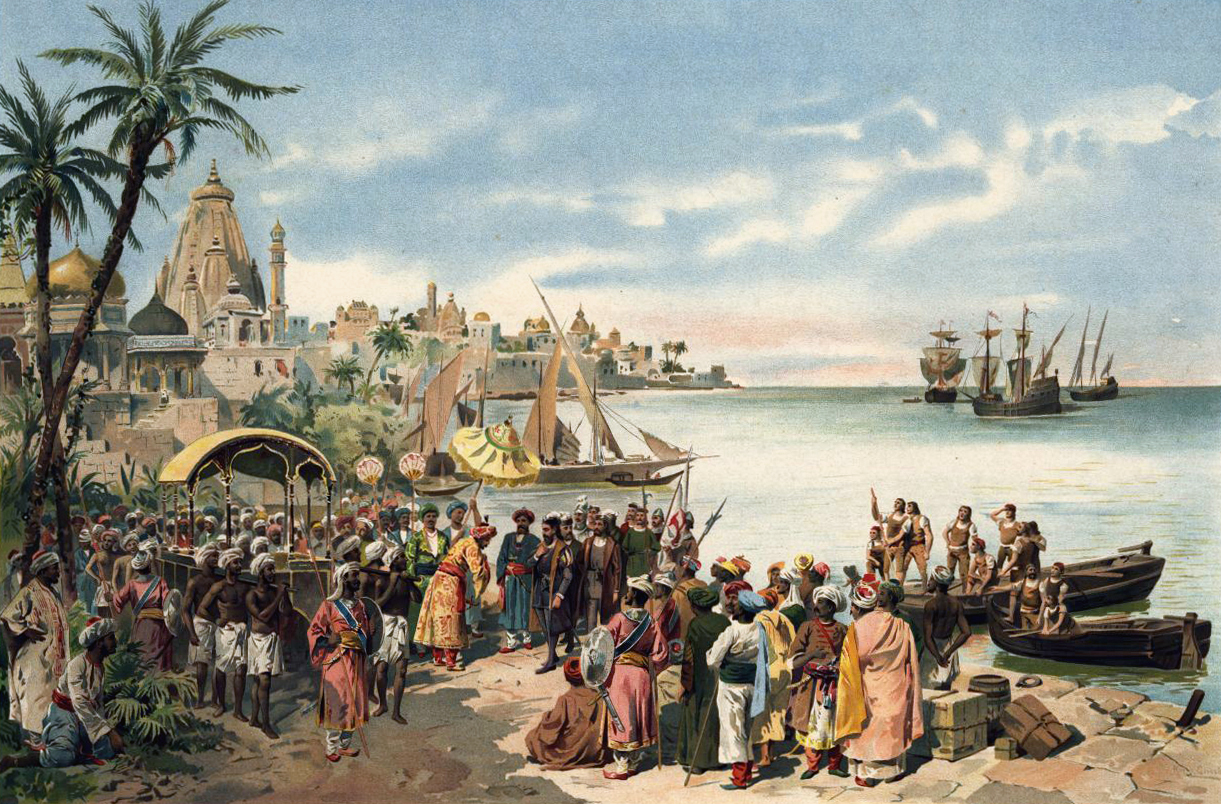
Roque Gameiro: A chegada de Vasco da Gama a Calicute em 1498, 1900. Biblioteca Nacional de Portugal
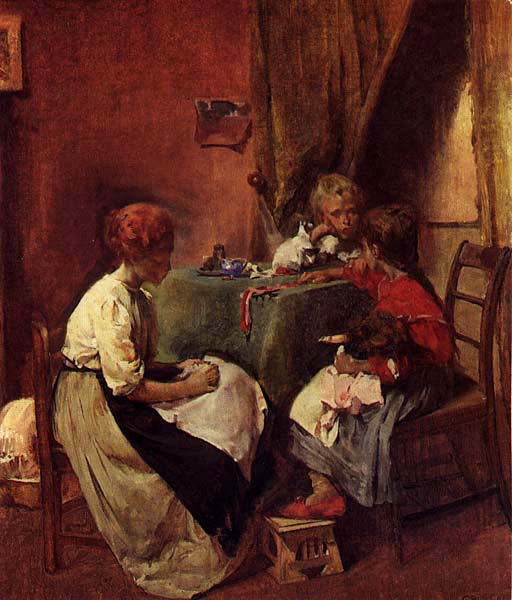
Aurélia de Sousa: Cena familiar, 1911. Museu Nacional de Soares dos Reis
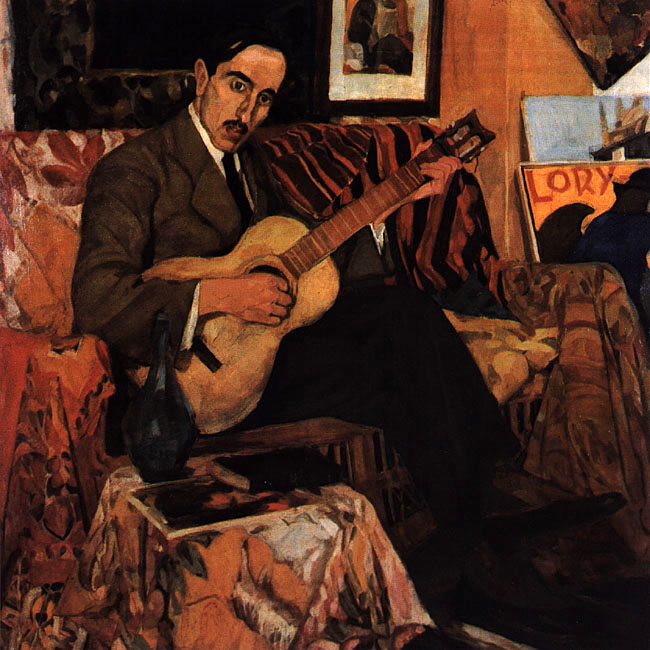
Armando de Basto: Tocador de viola, 1918. Museu Calouste Gulbenkian
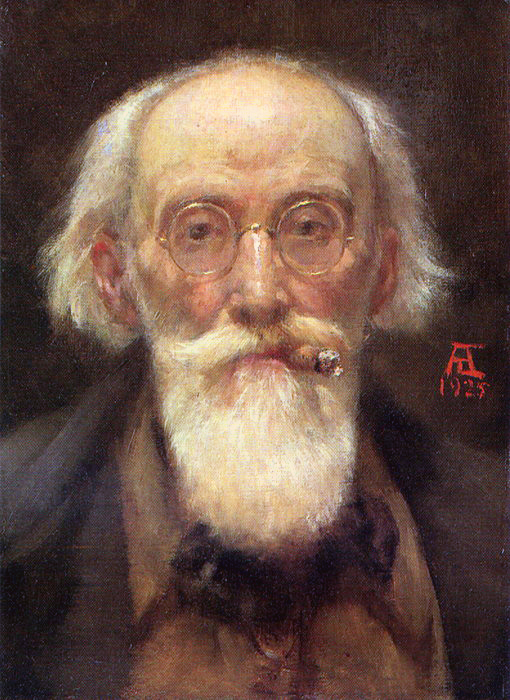
Artur Loureiro: Auto-retrato, 1925. Museu Nacional de Soares dos Reis

### Decadentismo, a persistência do Naturalismo, e o primeiro Modernismo
O fenómeno da persistência do Naturalismo em Portugal no século XX, período que internacionalmente foi marcado pela revolução modernista, se deve a vários fatores. Ao longo de todo o século XIX os intelectuais portugueses lutaram, sem grande sucesso, para elevar a moral da nação, numa fase em que o país se sentia frágil e inferiorizado no cenário europeu, submisso à Inglaterra e incapaz de reverter o quadro de atraso e decadência em que se encontrava desde o início do século. O Ultimatum de 1890 pôs fim à esperança de se reorganizar Portugal através de um novo avanço colonialista, gerando um descontentamento passadista e melancólico que foi aprofundado com a influência de uma literatura neorromântica derivada da obra de Garrett, que só serviu para evidenciar ainda mais o estado de ruína da cultura portuguesa coeva diante das realizações dos séculos XIV e XV. A única redenção vislumbrada para isso seria o fim da Dinastia Brigantina - acusada de ser a responsável pela decadência portuguesa - seguida de uma regeneração espiritual baseada no antigo Portugal aldeão, que encarnava agora uma feição mística e arquetípica de pureza e simplicidade. Guerra Junqueiro expressou o sentimento nos versos:

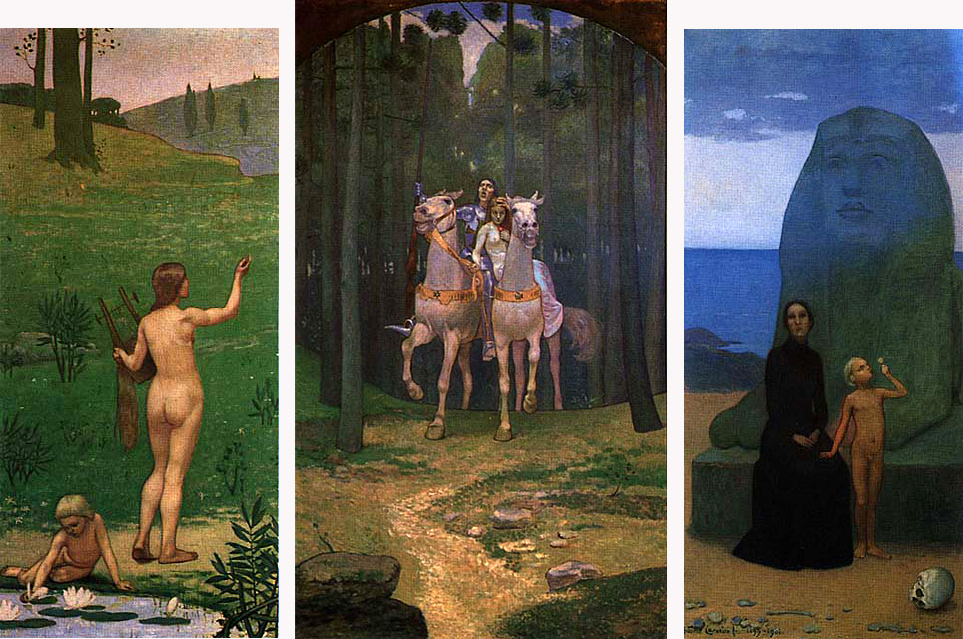
António Carneiro: Tríptico A Vida: a Esperança, o Amor, a Saudade, 1899-1901. Fundação Cupertino de Miranda

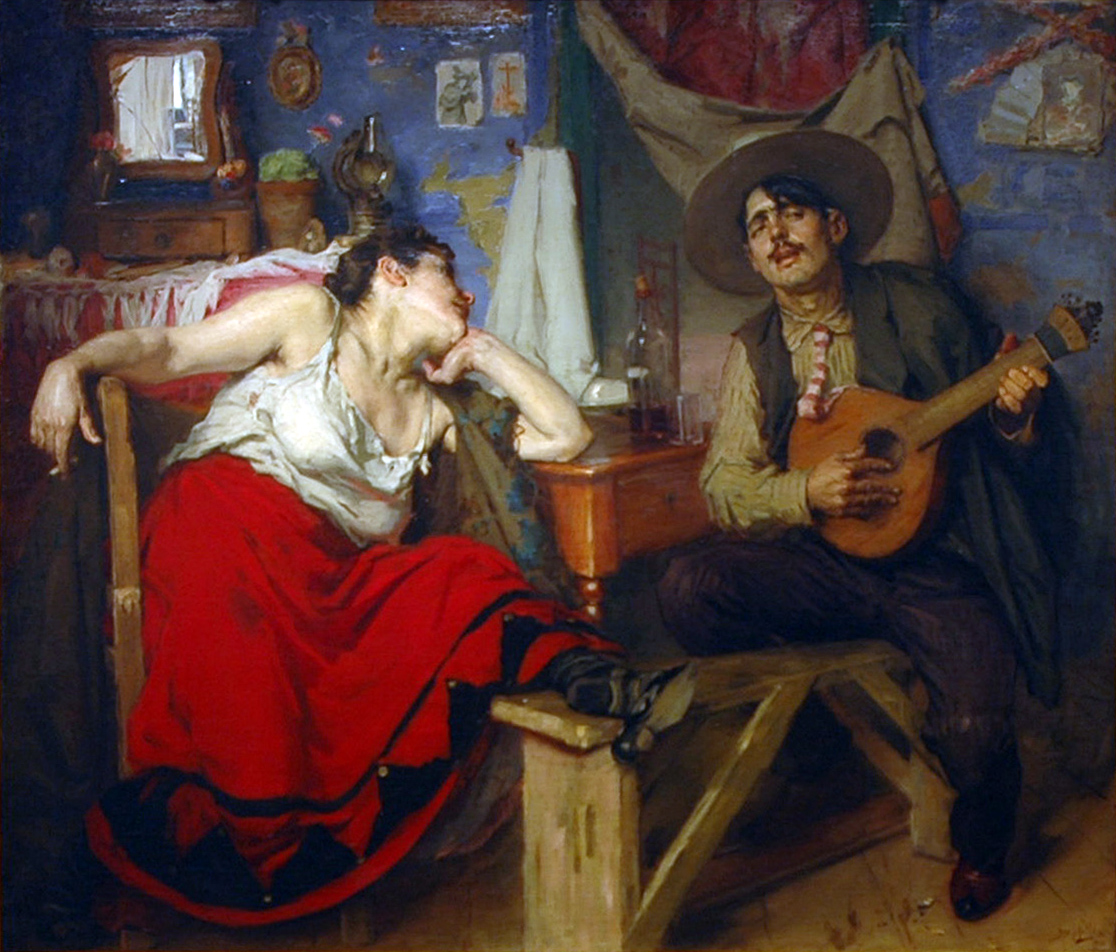
José Malhoa: O fado, 1910. Museu da Cidade de Lisboa

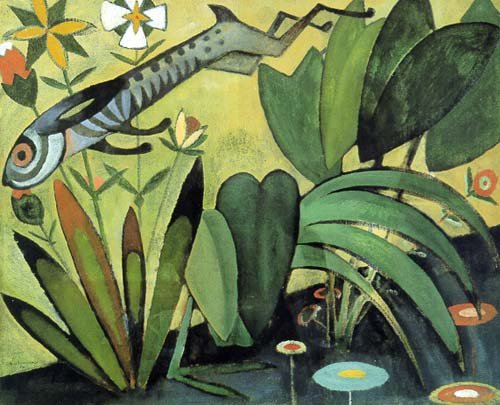
Souza-Cardoso: O salto do coelho, 1911

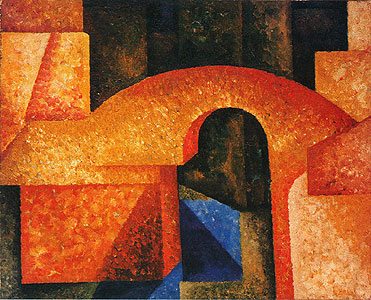
Souza-Cardoso: Ponte, c. 1914

"Que é da grandeza heróica do passado,
Que é das tôrres d’outrora olhando o mar?!…
Blocos no chão, vestidos d’heras,
Ameias, gárgulas, esferas,
Poeiras de sonhos, de quimeras,
Luto, nudez, desolação,
Eis os restos de tantos extermýnios,
De tanta dôr e tanta maldição!… 
É neste ambiente decadentista que se explica a obra singular de António Carneiro, que dirigiu a técnica naturalista para uma construção simbolista, privilegiando temáticas oníricas e um paisagismo que foge ao condicionamento das descrições naturalistas, remetendo para uma abordagem mais puramente pictórica da obra. O público consumidor de arte, formado principalmente pela burguesia, nas décadas anteriores havia sido sempre conservador e pouco exigente em termos estéticos e críticos, primeiro pela sua desinformação, causada pela posição periférica do país em relação aos grandes centros da vanguarda, e pelo apoio pouco eficiente das instâncias oficiais para uma renovação mais profunda, e também pela atmosfera política sempre conturbada, agora às voltas com o movimento republicano, que depois do seu sucesso em 1910 assumiu o poder.
O novo governo republicano, que desde logo se aproveitou da arte com fins propagandísticos, reiterava o apelo pela implantação de uma cultura nacionalista, mitificava o progresso e realimentava velhos ideais românticos que tiveram no Naturalismo uma nova forma de apresentação, se apegando a uma figuração com forte referência à paisagem portuguesa e aos costumes e folclore do povo. Esses fatores, ademais a longevidade de muitos dos primeiros naturalistas, agora elevados à posição de mestres nacionais, só poderia resultar numa sobrevivência do Naturalismo até uma data em que esse estilo já havia desaparecido na maior parte dos outros países onde havia florescido.
Na altura da década de 1920, o Naturalismo dava sinais de estagnação e o mercado começava a aceitar estéticas mais avançadas a partir do trabalho de Almada Negreiros e Guilherme de Santa-Rita, da presença de Delaunay, que estava em temporada no país, da intervenção de literatos como Fernando Pessoa e Mário de Sá-Carneiro, e dos caricaturistas, que se permitiam soluções plásticas mais arrojadas, dando origem a uma dicotomia estética que foi comentada por Agostinho de Campos nos seguintes termos:
"Agora estamos no século XX e temos muitos pintores e muita pintura, mas pouca fé, ideais incertos e contraditórios, instabilidade em tudo, ânsia de novidade e impotência para assentar outros fundamentos espirituais à Arte, num mundo e num tempo em que as próprias bases da política, da sciência, da filosofia, da moral até, estremecem e oscilam. A Arte então, órfã de incitamentos religiosos e de alicerces intelectuais, refugiou-se em si mesma, adorou-se a si mesma, alheou-se muita vez do próprio assunto, e muita vez caiu no delirante narcisismo técnico.".
Mas o grande pioneiro do Modernismo português na pintura foi Amadeo de Souza-Cardoso, que estudara em Paris e ali entrara em contacto com a vanguarda. Pesquisando uma multiplicidade de novos estilos como o Cubismo, Orfismo, Dadaísmo, sempre com forte tendência à abstração, e interessando-se pela plasticidade da arte africana e oriental, o conjunto da sua obra é um verdadeiro panorama das principais correntes que se praticaram nesses anos em Portugal. Em 1915 ele apresentou mais de cem trabalhos uma exposição no Porto que ele intitulou de Abstraccionismo, que foi recebida com insultos e geral repúdio pelo público. Mostrando essas obras em Lisboa em seguida, teve uma receção um pouco mais favorável, tendo o caminho preparado pelo elogio que lhe fez Almada Negreiros e o grupo da revista Orpheu.

## Modernismo

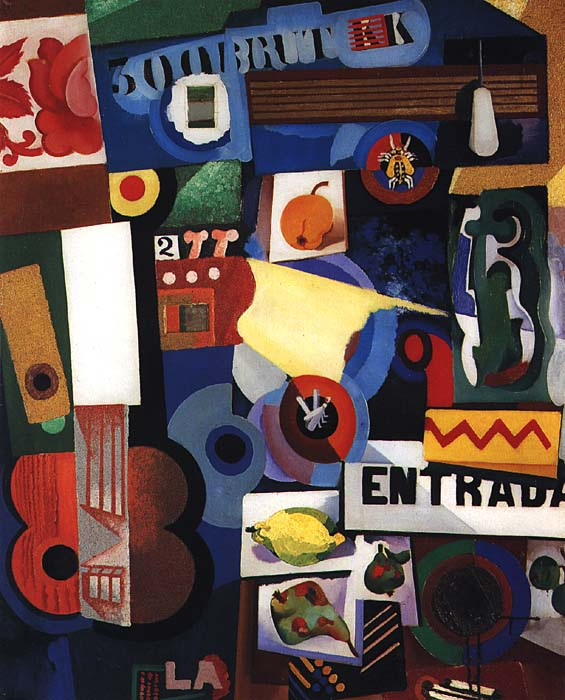
Souza-Cardoso: Entrada, 1917

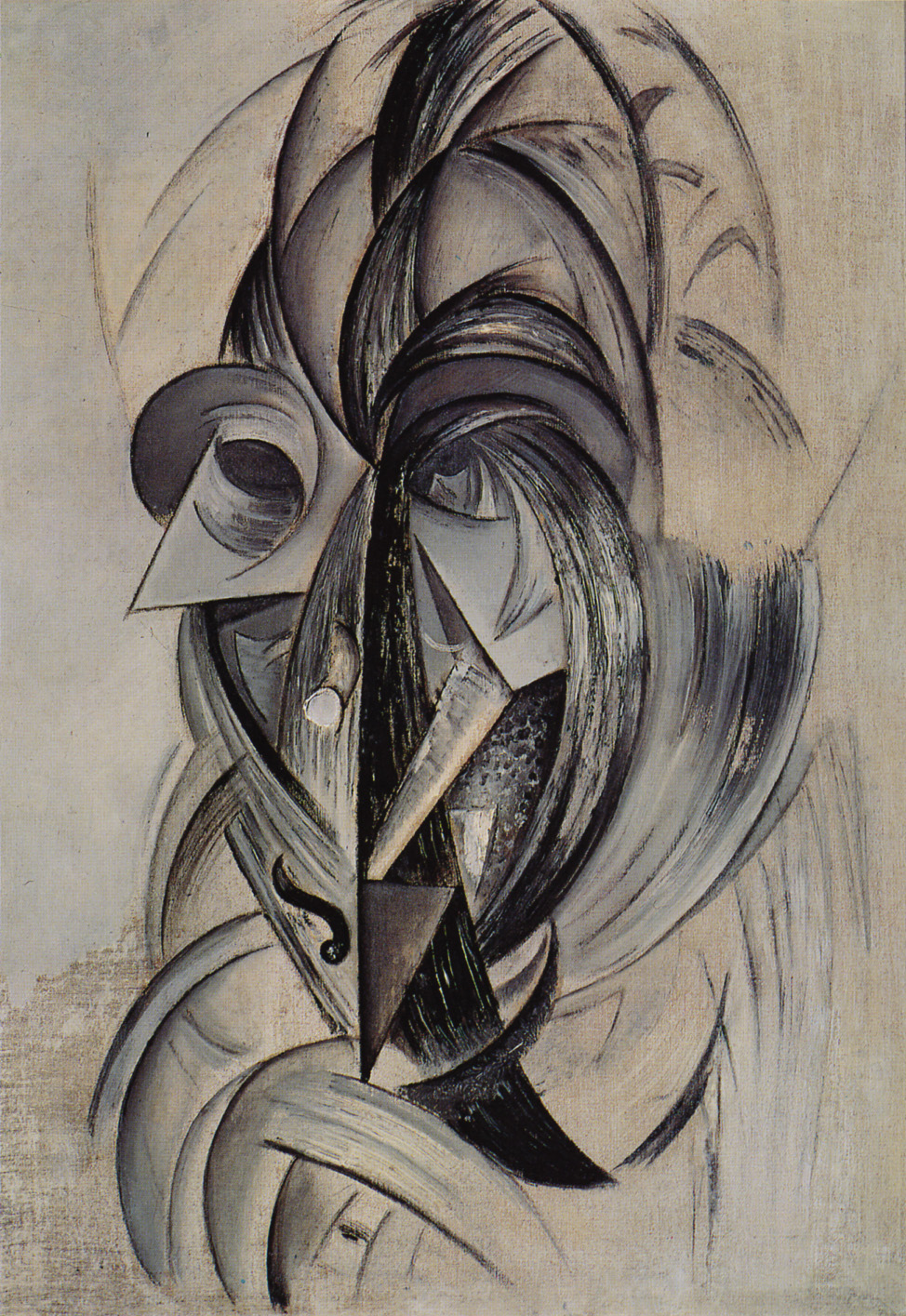
Guilherme de Santa-Rita: Cabeça, c. 1910.

Almada Negreiros: Duplo Retrato, 1934-36

O Modernismo português em linhas gerais acompanhou o movimento internacional nos seus propósitos e formas de ação. No início do século, as inovações na ciência e na tecnologia e o novo modo de vida das grandes cidades foram elementos que exerceram um impacto decisivo no mundo da arte, pois o Modernismo é em essência uma arte urbana e mal pode ser concebido fora da paisagem citadina. Todas as escolas da vanguarda da época - Cubismo, Suprematismo, Futurismo, etc. - de uma forma ou outra estão ligadas ao progresso e às transformações que sofriam as cidades, em especial as metrópoles regionais, cujo desenvolvimento se acelerava a olhos vistos. E o advento da república, derrubando uma série de monarquias européias no início do século XX, foi apenas um reflexo de uma nova visão que despontava no horizonte sobre o mundo, a estrutura da sociedade e as relações interpessoais, onde os irracionais privilégios de berço ficavam abolidos e o mérito e o direito do cidadão comum fundamentavam o novo modelo social. Refletindo essa atmosfera, a arte modernista só pôde assumir uma feição revolucionária, questionando de forma direta e agressiva todo o sistema de representação antigo, considerado uma das expressões das convenções das antigas aristocracias, num triunfo da visualidade, da materialidade pura e da autonomia da obra de arte, e retratando o cenário urbano que assumia um rosto cosmopolita, movimentado e estimulante. Como diz Inês Espada Vieira,
"Os homens da vanguarda eram os homens do escândalo, do confronto, da surpresa. No seu arrojo, descobriram poesia nas manchetes de jornais e nos reclamos luminosos, encontraram paisagens na disposição das letras e fizeram sair dos seus quadros cheiros intensos a fumo de tabaco e a perfume de mulher. Os pintores mataram a tridimensionalidade da tela renascentista, os poetas fizeram da máquina verso e os escritores contaram o movimento simultâneo. Foram sinceros. Quando deixaram a coisa para acolher a ideia. Voltados para as suas paisagens interiores, a obra, texto da escrita ou texto da pintura, espelhava um mundo não de imitação, mas de criação [...] A cidade é o birthplace da vanguarda. Não há outro lugar para a modernidade. Desde que a Europa se conhece como tal que existem cidades. Mas a cidade da modernidade está muito longe das capitais da Idade Média, das cidades portuárias dos Descobrimentos, das grandes capitais do liberalismo constitucional. A cidade da modernidade, o palco da vanguarda, é fruto da Revolução Industrial, fruto do progresso, é, segundo Eduardo Lourenço, a realidade moderna por excelência. Não uma cidade qualquer mas a Metrópole".
E Paris nesse momento histórico era a metrópole por excelência, e para lá afluíam levas de artistas de vários países em busca de aprender o que significava ser moderno. Ao mesmo tempo, Portugal continuava à procura de uma identidade cultural, padecendo sob sucessivas crises políticas e com sua condição periférica, e ainda saudoso das glórias do seu passado navegador. Mas essa tão buscada identidade só poderia ser descoberta com a experiência da alteridade, e o convívio parisiense foi fundamental para muitos dos modernistas, estabelecendo uma tensão entre nacionalismo e cosmopolitismo que definiria todo o Modernismo português, fazendo com que Almada Negreiros, um dos pioneiros modernos, exclamasse:
"Em Paris procurei, é claro, os artistas avançados. Fiquei amigo de vários. Mas, e aqui é que bate o ponto, essa convivência com os artistas avançados de Paris foram apenas amizades pessoais. Não apareceu nunca o motivo que juntasse o mesmo Ideal, a minha Arte e a de cada um deles [...] nunca pôde juntar-nos aos avançados no mesmo Ideal. Porquê? Porque o nosso Ideal não era o mesmo. A Arte não vive sem a Pátria do artista, aprendi eu isto para sempre no estrangeiro. As nossas pátrias eram diferentes".
As promessas suscitadas pela introdução dessas novas estéticas foram abortadas com a continuação da I Guerra Mundial e com a saída de alguns vanguardistas do país, restabelecendo-se o conformismo por mais algum tempo. A política cultural do Estado Novo, inaugurada em 1933 com a criação do Secretariado de Propaganda Nacional e conduzida por António Ferro, significará o fim do ciclo naturalista e uma vitória definitiva do Modernismo, mas ora dentro de uma poderosa afirmação nacionalista e trazendo uma forte marca do Expressionismo. Seus princípios se fundaram na proclamação do valor exemplar da História com a sua galeria de santos e heróis, no fascínio pelo império, com uma constante reiteração da grandeza, e na valorização daquilo que vem do povo. Esses princípios são cristalizados na I Exposição Colonial Portuguesa (1934), no Concurso da Aldeia Mais Portuguesa de Portugal (1936) e da Exposição do Mundo Português (1940), símbolos da chamada Política do Espírito, nome que teve o projeto de fomento cultural e de propaganda do regime.

### Neo-Realismo x A segunda geração modernista

Júlio Pomar: O almoço do trolha, 1946-50.

António Pedro: A Ilha do Cão, 1941

Fernando Azevedo: Ocultação, 1949, tinta-da-china sobre imagem impressa

Esse contexto nacionalista e populista fornece o pano de fundo para um aproveitamento de parte das conquistas plásticas do Modernismo primitivo para se formular uma nova figuração de cunho social, o chamado movimento Neo-realista português, restabelecendo um diálogo direto com o público depois das radicalizações abstratas e mais ou menos herméticas dos modernistas. Em 1935 aparece um artigo de Álvaro Salema intitulado O antiburguesismo da cultura nova, onde defendia uma arte de caráter social e humanista. Seu ideário foi consolidado em 1939 por Álvaro Cunhal, que sistematizou essa tendência em escritos n' O Diabo, encarando-a como uma arte progressista que buscava expressar a realidade viva e humana de sua época, defendendo ao mesmo tempo o retorno à figuração ao dizer que formas velhas ainda podiam conter um significado pertinente ao progresso, e implicando com isso que o conteúdo era mais importante que a forma. Júlio Pomar e Lima de Freitas são porta-vozes importantes do movimento, e prevaleceram nos seus escritos e pinturas temas que se tornaram ícones do Neo-Realismo: camponeses, proletários, pescadores, o tipo comum em suma, traindo também a influência recebida de Abel Salazar, dos muralistas mexicanos e do pintor brasileiro Cândido Portinari.
Se nos temas Estado Novo e neo-realistas estão concordes, na ideologia e no método nem sempre foi assim, já que o governo se inclinava para uma linha fascista autoritária e alguns pintores se ligaram ao Partido Comunista, então na clandestinidade, gerando um intenso debate estético-político numa fase em que o apartidarismo era visto com maus olhos pelos intelectuais e a censura ideológica e as perseguições políticas se tornavam comuns. É de assinalar também nesse período a intervenção dos surrealistas, cujos pioneiros foram António Pedro e Mário Cesariny, junto com António Dacosta, Marcelino Vespeira e outros, assombrados com os horrores da II Guerra Mundial, trazendo forte carga de irracionalismo, automatismo e anarquismo em suas obras e explorando os meandros da psicologia do inconsciente e as possibilidades plásticas do texto escrito, mas se identificando com a bandeira reformadora dos neo-realistas e sendo objeto de perseguições também. Os surrealistas foram a causa do aparecimento de um tipo especial de abstração em Portugal, o Abstracionismo lírico, cultivado por Fernando Azevedo, Fernando Lanhas, Joaquim Rodrigo, René Bértholo, Vespeira e mais alguns. Na abstração geométrica atuam Lanhas, Rodrigo e Nadir Afonso, dentre outros. Lembre-se ainda a abstrata Maria Helena Vieira da Silva, apesar de ela ter produzido a maior parte de sua obra no estrangeiro.

Mário Dionísio: O Músico, 1948, esmalte sobre tela

Na década de 1950 a polémica entre formalismo/abstracionismo moderno e conteudismo/figurativismo neo-realista ainda perdurava acesa, acirrada pela continuidade de uma tradição académica retrógrada. Nomes da nova geração, que se perfilhavam numa busca por uma arte relevante socialmente, mas trabalhando sobre bases diversificadas, são Querubim Lapa, João Navarro Hogan, Augusto Gomes, Arlindo Vicente, Mário Dionísio, Avelino Cunhal, Nuno San Payo, Manuel Ribeiro de Pavia, Cipriano Dourado, Maria Barreira, Vasco da Conceição, Jorge Vieira e Lagoa Henriques. Criticando a VI Exposição Geral de Artes Plásticas de 1951, Lima de Freitas reiterou o apelo para que os jovens artistas não deixassem apagar o entusiasmo em relação às questões sociais e que não permitissem que o sentimentalismo, o formalismo e o lirismo exacerbado ofuscassem a "realidade brutal e impetuosa das coisas e dos homens" e os afastassem do retrato do quotidiano e de uma arte engajada na reforma do mundo para um futuro melhor. Fundamentalmente toda a década de 1950 permanecerá nesse impasse entre figuração e abstração.

## Arte contemporânea

René Bertholo: Carta do Líbano, 1966, óleo sobre tela

Fernando Lanhas: O41 - 69, 1969

Os anos 1960-70 são marcados por uma crise internacional na arte. As tradicionais formulações da pintura encontram-se aparentemente esgotadas, tendo sido experimentadas todas as formas imagináveis de figuração e de abstração. O significado da própria linguagem pictórica é posto em xeque pelo surgimento da arte conceitual, que buscava uma dissolução de fronteiras entre as tradicionais categorias artísticas - pintura, escultura, dança, teatro, etc - e a criação de uma nova forma de pensar o diálogo com o espectador, exigindo dele uma participação mais ativa no processo criativo e contemplativo. Surgem as performances, a Body art, a Arte cinética, as instalações, e a pintura migra para novos suportes, assimila novos materiais, desmaterializa-se, redefine o caráter da representação e deixa de ter um destaque especial entre as artes, fundindo-se num novo conceito de "arte total" onde a palavra e a ideia - o conceito - passam ao primeiro plano de importância.
A quebra de parâmetros e o experimentalismo tornam-se a regra e a cultura começa a massificar-se. Em Portugal a fase é de contradições entre os resíduos do Modernismo e do Naturalismo e a necessidade urgente de renovação, urgência em parte sufocada pelo início da Guerra Colonial, o distanciamento das movimentações internacionais de 1968 e a continuidade do Estado Novo após a morte de Salazar, e uma mudança efetiva, num clima de liberdade de expressão genuína, teria de esperar pelo restabelecimento da plena democracia. Mesmo assim a pintura como género autónomo resiste à pesada crítica levantada pelos conceituais contra os meios tradicionais e começa a mostrar a influência da Arte Pop, do Minimalismo e da Op art.

João Hogan: Sem título, 1972, óleo sobre tela

Dos anos 1980 em diante consolidam-se no âmbito oficial projetos de educação artística em nível escolar para estímulo da criatividade, evidenciando que a mentalidade vigente já se mostrava recetiva a uma libertação de convenções tradicionais e espelhando o fim da ditadura no país. Observa-se uma continuidade de questionamentos conceituais a passo com uma vigorosa retoma das formas tradicionais de pintura, no chamado movimento internacional Pós-moderno, que faz uma reavaliação de toda tradição pictórica ancestral e inicia uma abertura para novos temas, tendo a vida urbana cosmopolita como foco central, com o seu elenco de novos desafios - ambientalismo, política, choque geracional, violência, sexualidade e igualdade de géneros, multiculturalismo e globalização da cultura, junto com o aparecimento dos novos media como o computador, a internet e a arte das ruas. O mercado de arte expande-se, são fundadas novas galerias, mas o momento histórico de irresistível pluralidade representa o fim das utopias. A pintura deixa de atender a ideologias pré-estabelecidas e ora serve primariamente como expressão de poéticas individuais, conforme o declara Miguel Leal:
De facto, a globalização e a aceleração do fluxo de informações, com o estabelecimento de uma rede de vasos comunicantes que se vai tornando progressivamente mais complexa, marca indelevelmente a arte portuguesa desse período. Se a questão periférica e epigonal sempre foi central para o domínio artístico português, é impossível pensar as últimas décadas sem remeter constantemente para fora deste pequeno universo que é o nosso".

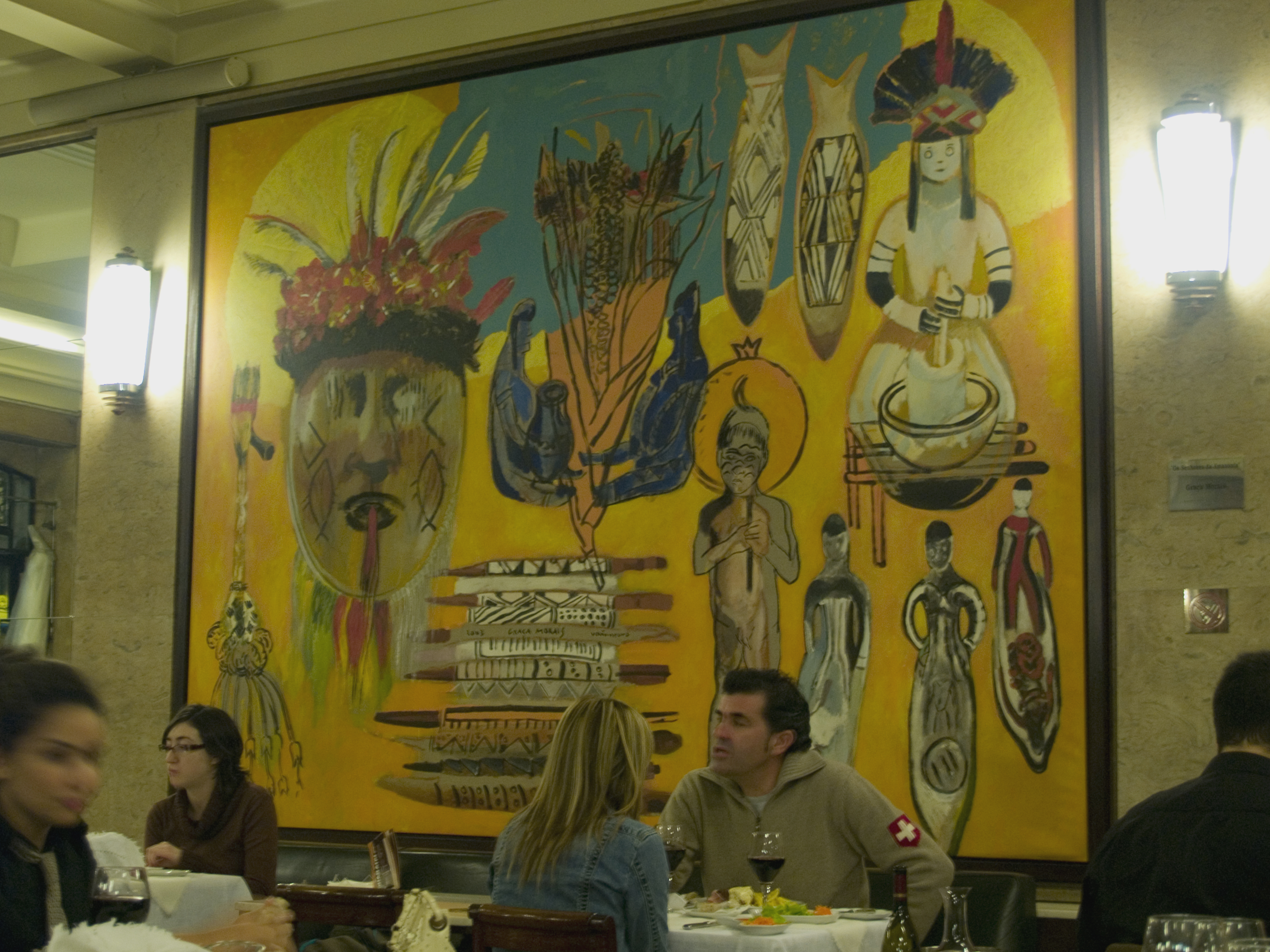
"Os senhores da Amazónia", pintura de Graça Morais no Café Guarany.

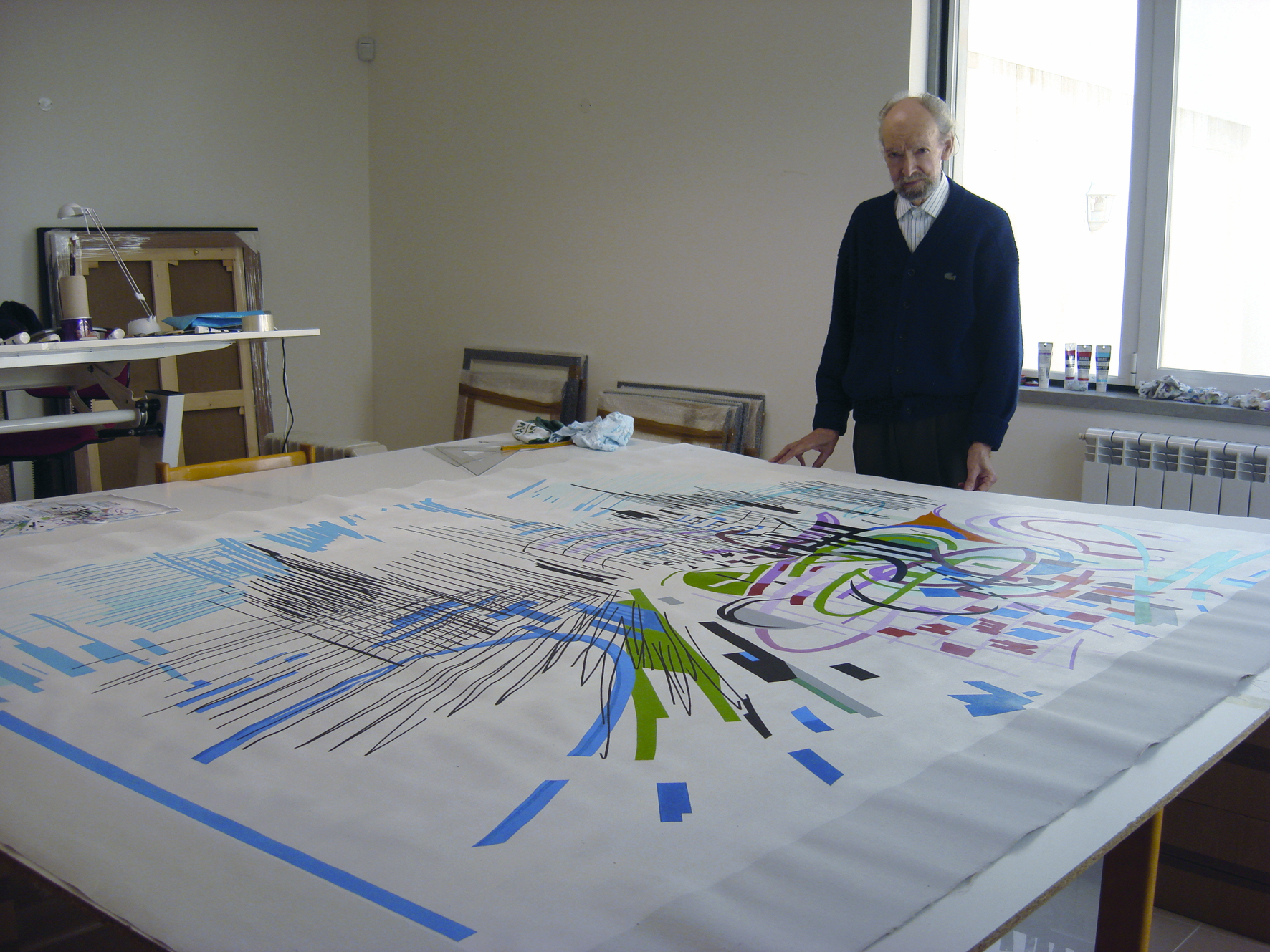
Nadir Afonso e a sua obra Sevilha.

Ao contrário de ser vista como um problema ou uma fonte de confusão e indefinição identitária, essa diversidade e esse cosmopolitismo são já considerados a verdadeira natureza dos tempos modernos e a sua força mais legítima, sendo impossível ignorá-los sem prejuízo da cultura portuguesa daqui para a frente, até porque ela historicamente deixou uma marca profunda em muitas partes do mundo. Nesse sentido, Portugal emerge como uma referência inescapável no estudo da globalização cultural transcontinental por ter sido um dos primeiros países a romper fronteiras com as grandes navegações e com o estabelecimento de inúmeras colónias na América, África e Ásia. Assim, os intelectuais portugueses já procuram dissolver o ranço saudosista que se criara em torno da centenária busca de definição de uma identidade nacional e tendem a ver o passado não apenas como memória e documento, mas como uma atualidade viva e uma perspectiva promissora de futuro. Dizem João Paulo Oliveira e Teresa Lacerda Costa:
"Até ao século XV, nenhuma civilização tinha consciência da verdadeira dimensão do Planeta e da riqueza humana e geográfica existente. Ao contrário dos impérios que se haviam formado anteriormente, os novos impérios nascidos com a globalização assentaram inicialmente em processos de expansão marítima. O desbravar do Oceano Atlântico foi decisivo para o arranque deste processo. Na verdade, o Atlântico foi o derradeiro obstáculo à circulação do Homem pelo Planeta e a viagem de Gil Eanes, em 1434, abriu, por isso, as portas à Modernidade, pois rompeu com o medo do Mar Tenebroso, que inibia a circulação pelo oceano e a comunicação entre os continentes".
A multiplicidade de estilos que se interpenetram ou se sucedem com rapidez impede uma definição desse último período histórico senão como um novo ecletismo, que é a tónica de toda a pintura produzida até o momento presente. É também difícil listar, sem ser exaustivo, todos os nomes com obra expressiva na pintura portuguesa recente. Aqui seguem-se apenas alguns: Nadir Afonso, Álvaro Lapa, Ângelo de Sousa, Armando Alves e os integrantes do Grupo Puzzle como Graça Morais, Pedro Rocha, Albuquerque Mendes e Carlos Carreiro; Abreu Pessegueiro, Paula Rego, Alfredo Martins, Fernando Pereira, Manuel Cargaleiro, Barahona Possollo, José Grazina, Manuela Pinheiro, Miguel Petchkovsky, Raul Perez, Rui Amaral. Por fim, lembre-se a criação da Fundação de Serralves e do Museu Colecção Berardo, os quais, apesar da sua curta trajetória, já são referências internacionais para divulgação da arte contemporânea em Portugal.